# Lijst van coureurs wereldkampioenschap wegrace
De volgende coureurs hebben zich ten minste één keer ingeschreven voor een race in het wereldkampioenschap wegrace sinds 1949. Van de momenteel actieve coureurs (seizoen 2025) zijn de namen vet afgedrukt.
De volgende klassen zijn ingevoegd in deze lijst, met de nog actieve klassen vet afgedrukt:
- 50 cc (1962-1983)
- 80 cc (1984-1989)
- 125 cc (1949-2011, Moto3 2012-heden)
- 250 cc (1949-2009, Moto2 2010-heden)
- 350 cc (1949-1982)
- 500 cc (1949-2001, MotoGP 2002-heden)
- Zijspan (1949-1996)
- MotoE (2019-heden)

De lijst is bijgewerkt tot 17 augustus 2025.

## A
- Steve Abbott
- Norifumi Abe
- Hubert Abold
- Ian Ablett
- Karel Abraham
- Leonardo Abruzzo
- Bernhard Absmeier
- Maurice Acheson
- Pedro Acosta - Wereldkampioen Moto3 2021, Moto2 2023
- Brian Adams
- Stan Adams
- Dick Addie
- Fadillah Aditama
- Dominique Aegerter - Wereldkampioen MotoE 2022
- Kenni Aggerholm
- Senna Agius
- Jacques Agopian
- Duilio Agostini
- Felice Agostini
- Giacomo Agostini - Wereldkampioen 350 cc 1968, 1969, 1970, 1971, 1972, 1973, 1974, 500 cc 1966, 1967, 1968, 1969, 1970, 1971, 1972, 1975
- KY Ahamed
- Andy Aharonian
- Jack Ahearn
- Jussi Ahlbäck
- Robert Aichlseder
- Dennis Ainsworth
- Len Aislabie
- Paolo Aita
- Mario Aji
- Aki Ajo
- Niklas Ajo
- Mitsuo Akamatsu
- Mike van Aken
- Takashi Akita
- Mamoru Akiya
- Kousuke Akiyoshi
- Skip Aksland
- Nasser Al Malki
- Mashel Al Naimi
- Saeed Al Sulaiti
- Jussi Alanen
- Claude Albert
- Raffaele Alberti
- Josef Albisser
- Dick Alblas
- Jeremy Alcoba
- Marc Alcoba
- Graham Alcock
- Fermín Aldeguer
- Goran Alden
- Richard Aldous
- Malcolm Aldrick
- Alessio Aldrovandi
- Pierluigi Aldrovandi
- Alejandro Alemán
- Edoardo Alemán
- Abe Alexander
- Michel Alexis
- Jaime Alguersuari sr.
- Azman Ali
- Rolf Aljes
- Julien Allemand
- A. Allen
- John Allen
- Lee Allen
- Rudy Allison
- Hartmut Allner
- David Almansa
- David Alonso - Wereldkampioen Moto3 2024
- Joaquin Alos
- Hamad Al-Sahouti
- Florian Alt
- Karl Altrichter
- Pedro Álvarez
- Luis Álvaro
- Emilio Alzamora - Wereldkampioen 125 cc 1999
- Kunihiro Amano
- Luca Amato
- Daniel Amatriaín
- Dario Ambrosini - Wereldkampioen 250 cc 1950
- Eduardo Amen
- Alfons Amerschläger
- Rolf Amfaldern
- Ray Amm
- Peter Ammann
- Javier del Amor
- Néstor Amoroso
- Luigi Ancona
- Anthony Anderson
- Bob Anderson
- Chris Anderson
- Fergus Anderson - Wereldkampioen 350 cc 1953, 1954
- Hugh Anderson - Wereldkampioen 50 cc 1963, 1964, 125 cc 1963, 1965
- John Anderson
- Tony Anderson
- Anders Andersson
- Arne Andersson
- Billy Andersson
- Björn Andersson
- Börge Andersson
- Kent Andersson - Wereldkampioen 125 cc 1973, 1974
- Stig Andersson
- Svend Andersson
- Sylvester Anderton
- Bernard Andrault
- Nuno Andre
- Alessandro Andreozzi
- Mick Andrew
- David Andrews
- Christian Andrieu
- Luigi Anelli
- Alex de Angelis
- William de Angelis
- Mattia Angeloni
- Valerio Anghetti
- Marcel Ankoné
- Hans Georg Anscheidt - Wereldkampioen 50 cc 1966, 1967, 1968
- Pablo Antelo
- Luis d'Antin
- Igor Antonelli
- Niccolò Antonelli
- Claudio Antonellini
- Alessandro Antonello
- Azroy Anuar
- Haruchika Aoki - Wereldkampioen 125 cc 1995, 1996
- Nobuatsu Aoki
- Takuma Aoki
- Hiroshi Aoyama - Wereldkampioen 250 cc 2009
- Shuhei Aoyama
- Bram Appelo
- André-Luc Appietto
- Stuart Applegate
- Rob Appleton
- Robin Appleyard
- Junya Arai
- Toshiyuki Arakaki
- Fernando Aranda
- Kendo Takeshi Araoka
- Tasuro Arata
- Adrián Araujo
- Tony Arbolino
- Daniel Arcas
- Jake Archer
- Leslie Archer
- Direk Archewong
- Christophe Arciero
- Claude Arciero
- Albert Arenas - Wereldkampioen Moto3 2020
- Gilbert Argo
- Rudi Arianto
- Manuel Arias
- Isao Arifuku
- James Armstrong
- John Armstrong
- Keith Armstrong
- Ken Armstrong
- Reg Armstrong
- Tom Armstrong
- Trevor Armstrong
- Rosetta Arnold
- Thomas Aronsson
- Arciso Artesiani
- Kenny Arthur - Wereldkampioen zijspan 1977
- Xavier Artigas
- Sandro Artusi
- Javier Arumi
- Sadao Asami
- Giuseppe Ascareggi
- Franz Aschenbranner
- Raymond Ashcroft
- James Ashton
- Martyn Ashwood
- Stuart Aspin
- Jean d'Assonville
- Berndt Äström
- Nakarin Atiratphuvapat
- Stuart Atkinson
- Tony Atkinson
- Len Atlee
- Johann Attenberger
- Ferdinand Aubert
- René Aubert
- Samuel Aubry
- Pierre Audry
- Karl Auer
- Georg Auerbacher
- August Auinger
- Jean Auréal
- Leif Aurosell
- Josef Autengruber
- Stuart Avant
- Rex Avery
- Giorgio Avveduti
- Gilbert Aymé
- Brian Ayres
- Masayuki Azami
- Helmi Azman
- Syarifuddin Azman
- Hafiq Azmi
- Masao Azuma

## B
- Mohamad Zamri Baba
- Thomas Bacher
- Jan Bäckström
- Lennart Bäckström
- Farid Badrul
- Chris Baert
- Francesco Bagnaia - Wereldkampioen Moto2 2018, MotoGP 2022, 2023
- Volker Bähr
- Graham Bailey
- Jack Bailey
- Fritz Bairle
- Alfred Bajohr
- Steve Baker
- Tony Baker
- Piet Bakker
- Peter Baláž
- Titer Baláž
- Roberto Balbi
- Romolo Balbi
- Lorenzo Baldassarri
- Jean-François Baldé
- Frank Baldinger
- Mike Baldinger
- Alex Baldolini
- Mike Baldwin
- Brian Ball
- Klaus Baller
- Andrea Ballerini
- Kork Ballington - Wereldkampioen 250 cc 1978, 1979, 350 cc 1978, 1979
- Hans Baltisberger
- Barry Baltus
- Laszlo Bancsiki
- Carlo Bandirola
- John Banks
- Alain Barbaroux
- Héctor Barberá
- Robin Barbosa
- Fabio Barchitta
- Barde
- Kurt Barfuss
- Jean-Claude Bargetzi
- Alain-Robert Barillon
- Callum Barker
- John Barker
- Roger Barker
- Brian Barlow
- George Barnacle
- Michael Barnes
- Alan Barnett
- Syd Barnett
- E. Barona
- Sergio Baroncini
- Lorenzo Baroni
- Nishan Baronian
- Santiago Barragán
- José Barresi
- Ernie Barrett
- Manliff Barrington
- Alex Barros
- César Barros
- Des Barry
- Geoff Barry
- Gregg Barsdorf
- Edgar Barth
- Markus Barth
- Hans Bartl
- Harald Bartol
- Elia Bartolini
- Darren Barton
- John Barton
- Matt Barton
- Mick Barton
- František Bartoš
- Jan Bartunek
- Günter Bartusch
- G. Barzanti
- Hermann Bäsler
- Axel Bassani
- Dario Basso
- Francis Basso
- Enea Bastianini - Wereldkampioen Moto2 2020
- Ermanno Bastianini
- Torbjorn Bastiansen
- Eric Bataille
- Sérgio Batista
- Franco Battaini
- Jean-Louis Battistini
- Donato Battistoni
- Gerhard Bauer
- Martin Bauer
- Rupert Bauer
- Manfred Baumann
- Álvaro Bautista - Wereldkampioen 125 cc 2006
- Lanfranco Baviera
- Richard Bay
- Claude Bay
- Jean-Michel Bayle
- Jean-Pierre Bayle
- Graham Bayley
- Ronald Baylie
- Len Bayliss
- Troy Bayliss
- Loris Baz
- J.D. Beach
- Bruce Beale
- Douglas Beasley
- Daryl Beattie
- Cameron Beaubier
- Levy Beaumont
- Roger Beaumont
- Marcel Beauvais
- Leandro Becheroni
- Felix Beck
- Hans Becker
- Marcel Becker
- Thomas Becker
- James Beckett
- Raymond Becquevort
- Alex Bedford
- Günter Beer
- Jackie Beeton
- Bill Beevers
- Begert
- Volker Begert
- George Begg
- Connor Behan
- Jean Behra
- Albert Beirle
- Ronald Beitler
- Adri den Bekker
- Artie Bell
- George Bell
- Roberto Bellei
- Carlos Bellón
- Claudio Belotti
- Jean-Pierre Beltoise
- Felice Benasedo
- Gert Bender
- Bo Bendsneyder
- Ingemar Bengtsson
- Johnny Bengtsson
- David Bennett
- R. Bennett
- Godfrey Benson
- William Benson
- Graham Bentman
- Roland Benz
- Alain Béraud
- Morgan Berchet
- Karoly Berek
- Hugo van den Berg
- Angelo Bergamonti
- Edwin Berger
- Siegfried Berger
- Erich Berghahn
- Anton Berghammer
- Peter Berglund
- Werner Bergold
- Rudolf Bergsleithner
- Sandy Berlin
- Louis Bernagozzi
- Jacques Bernard
- Luca Bernardi
- Aldo Bernardoni
- Adrijan Bernetic
- Manfred Bernsee
- Bruno Bertacchini
- Silvano Bertarelli
- Matteo Bertelle
- Albert Bertholet
- Guy Bertin
- Sergio Bertocchi
- Franco Bertoni
- Juan Bertran
- Kurt-Willy Bertsch
- Peter Berwick
- Herbert Besendorfer
- Kees Besseling
- René Bétemps
- Rinie Bettgens
- Pete Bettison
- Armand Beyeler
- Marco Bezzecchi
- Federico Biaggi
- Max Biaggi - Wereldkampioen 250 cc 1994, 1995, 1996, 1997
- Dante Bianchi
- Pier Paolo Bianchi - Wereldkampioen 125 cc 1976, 1977, 1980
- Stefano Bianco
- R. Bianconcini
- Avalon Biddle
- M. Biegert
- Vesa Bienek
- Piotr Biesiekirski
- Vince Biggs
- Russell Bigley
- Pepijn Bijsterbosch
- Rolf Biland - Wereldkampioen zijspan 1978, 1979 (B2A), 1981, 1983, 1992, 1993, 1994
- Fabio Biliotti
- Charles Billingham
- Wilf Billington
- Kenneth Bills
- Brad Binder - Wereldkampioen Moto3 2016
- Darryn Binder
- Hermann Binding
- Dennis Bingham
- Julia Bingham
- Gaetano Biondelli
- Alan Birch
- Kenny Birch
- Peter Birch
- Simon Birchall - Wereldkampioen zijspan 1990
- Simon Birkett
- Chas Birks
- Roy Bisbey
- Bob Biscardine
- Gastón Biscia
- Evren Bischoff
- Hartmut Bischoff
- Norbert Bittermann
- Václav Bittman
- Håkan Bjargestad
- Ruben Bjarnemark
- Byron Black
- Cyril Blacker
- Derek Blackmore
- Matthew Blair
- Kenny Blake
- Jacques Blanc
- John Blanchard - Wereldkampioen zijspan 1971
- Ramiro Blanco
- Ricardo Blanco
- Rolf Blatter
- Edwin Blauth
- Norman Blemings
- Tom Bleys
- Eric Bliss
- Alex Bloemsma
- Jan Blok
- Jöran Blom
- John Blum
- František Boček
- Wolfgang Bock
- Bernhard Bockelmann
- Bill Boddice
- Mick Boddice
- Michel Bodeau
- Loek Bodelier
- Jorel Boerboom
- Henny Boerman
- Jonnie Boerman
- Jarno Boesveld
- Raymond Bogaerdt
- Vinicio Bogani
- Gerhard Böhl
- Ralph Bohnhorst
- Bruno Böhrer
- Jean-Paul Boinet
- Karel Bojer
- Jeff Boniface
- Juan Ramón Bolart
- Bill Boldison
- Jacques Bolle
- Pierre Bolle
- Uwe Bolterhauer
- Maurice Bolwerk
- Len di Bon
- David Bonache
- Giovanni Bonati
- Gianfranco Bonera
- Stefano Bonetti
- René Bongers
- Bruno Bonhuil
- Jeff Boniface
- Ismael Bonilla
- Stevie Bonsey
- Hayden Bool
- Derek John Booth
- Tom Booth-Amos
- Marco Borciani
- Didier Bordeaux
- Paul Bordes
- Juan Bordons
- Gerry Boret
- Nick Boret
- Günther Borgesdiek
- Gabriel Borgmann
- Andrea Borgonovo
- Eduard Borisenko
- Juan Borja
- Gerald Borland
- Antonio Boronat
- Gino Borsoi
- Peter Bosarge
- Pierre Bosch
- Thierry van den Bosch
- Luca Boscoscuro
- Markus Bösiger
- Gimmi Bosio
- André Bosman
- Juup Bosman
- Adrien Bosshard
- Ben Bostrom
- Nigel Bosworth
- Bod Botta
- Lothar Böttcher
- Thomas Böttcher
- Jack Bottomley
- Christian Boudinot
- Roy Boughey
- Dennis Boulom
- Enzo Boulom
- Lawrence Boulter
- Trevor Bounds
- Christian Bourgeois
- Frédéric Boutin
- Cees Bouwmeester
- Philippe Bouzanne
- Gina Bovaird
- Roger Bowler
- Bill Bowman
- Ellis Boyce
- Jason Boyce
- Jason Boyle
- Geoff Bradburn
- Helmut Bradl
- Stefan Bradl - Wereldkampioen Moto2 2011
- Richard Bradley
- Umberto Braga
- Stefan Brägger
- Vincent Braillard
- Ernie Braine
- Ernesto Brambilla
- Vittorio Brambilla
- John Brandon
- Wolfgang Brandstetter
- Wolfgang Brandt
- Alessandro Brannetti
- Andrea Brasini
- Stan Brassley
- Rainer Bratenstein
- Hans Braumandl
- Dieter Braun - Wereldkampioen 125 cc 1970, 250 cc 1973
- Georg Braun
- Doug Brauneck
- Siegfried Brauning
- Juan Bravo
- Leslie van Breda
- Bas den Breejen
- Walter Brehme
- Peter Breingan
- Ray Breingan
- Chedryian Bresland
- Charlie Brett
- Jack Brett
- Ferdinand Breu
- Dennis Brew
- Michal Březina
- Alfonz Breznik
- Tommy Bridewell
- Domenico Brigaglia
- Eric Briggs
- Stephen Briggs
- Yves Briguet
- Barry Brindley
- Derek Brindley
- Joe Brindley
- Aldo Brini
- Richard Brinnand
- Danny Bristol
- Warren Bristol
- Aramis Brito
- Gary Broadley
- Massimo Broccoli
- George Brockerton
- Dirk Brockman
- Göte Brodin
- Adrie van den Broeke
- Bosse Brolin
- Rob Bron
- Alain Bronec
- Josh Brookes
- Andrew Brooks
- Martin Brosnan
- Boy Brouwer
- Bob Brown
- Clive Brown
- David Brown
- Deane Brown
- Douglas Brown
- Eugene Brown
- Floyd Brown
- George Brown
- John Brown
- Norman Brown
- Paul Brown
- Peter Brown
- Richard Browne
- Robert Browne
- Charles Bruguiere
- Gunnar Bruhn
- Danny Brühwiler
- Jan Bruins
- Hans-Rudolf Brüngger
- Adam Brunskill
- John Brushwood
- Ernst Brutschi
- Massimo Brutti
- Ralph Bryans - Wereldkampioen 50 cc 1965
- Keith Bryen
- Bob Bryson
- Tatchakorn Buasri
- Jascha Büch
- Jimmy Buchan jr.
- Cormac Buchanan
- Willy Buchecker
- Emanuel Buchner
- Georg Buchner
- Karl-Heinz Bucholz
- Fritz Buck
- Scott Buckley
- Simon Buckmaster
- John Buckner
- Arief Budiman
- Roger Buffa
- Gianfranco Buffarello
- Maurice Büla
- Davide Bulega
- Nicolò Bulega
- Eddie Bulgin
- Louis Bulle
- Jack Bullock
- Theo Bult
- Juan Soler Bultó
- Jerry van de Bunt
- Georges Burgraff
- John Burguess
- Cees van Burik
- Michael Burkhard
- Horst Burkhardt
- Christoph Bürki
- Florian Bürki
- Giovanni Burlando
- Frank Burman
- Ian Burne
- Roger Burnett
- Chris Burns
- Mick Burns
- Allen Burt
- Roger Burtin
- Arthur Burton
- David Busby
- Roland Busch
- Otello Buscherini
- José Maria Busquets
- Rex Butcher
- Hans-Otto Butenuth
- Arsenius Butscher
- Erika Butscher
- Hansjörg Butz
- Heiner Butz
- Monty Buxton
- Shane Byrne
- Thomas Byrne

## C
- Luca Cadalora - Wereldkampioen 125 cc 1986, 250 cc 1991, 1992
- Neil Caddow
- Gaspare Caffiero
- André Cailletet
- Nicklas Cajback
- Gian Calabrezzi
- Aldo Caldarella
- Benedicto Caldarella
- Kenneth Calenius
- Kevin Calia
- Cristian Caliumi
- Ernie Callaghan
- Yvon Callede
- Raul Calvelo
- Marcello Cama
- Florian Camathias
- Stan Cameron
- Leon Camier
- Frank Camillieri
- Rodney Camm
- Paolo Campanelli
- Alex Campbell
- Keith Campbell - Wereldkampioen 350 cc 1957
- Malcolm Campbell
- Peter Campbell
- Ray Campbell
- Russell Campbell
- Steve Campbell
- Tony Campbell
- William Campbell
- Jean Campiche
- Maurice Candy
- Gustav Canehl
- Salvador Cañellas
- Niccolò Canepa
- Arón Canet
- Petrus Canisius
- Maurice Cann
- Bill Canning
- Geoff Canning
- Michele Cannizzaro
- Philippe Canoui
- Giuseppe Cantoni
- Loris Capirossi - Wereldkampioen 125 cc 1990, 1991, 250 cc 1998
- Rowland Capner
- Roland Capper
- Alan Capstick
- Stefano Caracchi
- Jordi Carchano
- Xavier Cardelús
- Xavier Cardelús sr.
- Martín Cárdenas
- José Luis Cardoso
- Carlos Cardús
- Ricard Cardús
- Tony Carey
- Federico Caricasulo
- Agne Carlsson
- Bror-Erland Carlsson
- Evert Carlsson
- Kel Carlsson
- Kurt-Ivan Carlsson
- Per-Edward Carlsson
- Martin Carney
- Fabio Carpani
- Álvaro Carpe
- Phil Carpenter
- Brian Carr
- Cliff Carr
- Cliff-Brian Carr
- Geoff Carr
- Louis Carr
- Nicola Carraro
- Ana Carrasco
- Victor Carrasco
- Cyril Carrillo
- Giovanni Carru
- Kel Carruthers - Wereldkampioen 250 cc 1969
- Austin Carson
- Alan Carter
- Bernard Carter
- Bruce Carter
- Gerard Carter
- Louis Carter
- Peter Carter
- Phil Carter
- Terry Carter
- Julien Cartron
- Emmanuel Carvalho
- Mattia Casadei - Wereldkampioen MotoE 2023
- Luigi Casagrande
- Bruno Casanova
- Vincenzo Cascino
- Dennis Casement
- Michael Casey
- Douglas Cash
- Paolo Casoli
- Kevin Cass
- Albert Castella
- Jean-Claude Castella
- Beppe Castellani
- Miguel Angel Castilla
- Renald Castillon
- Vladimir Častka
- Luis Manuel Castro
- Rubén Catalán
- Corrado Catalano
- Walter Catania
- George Catlin
- Celeste Cavaciuti
- Giancarlo Cavadini
- Bernard Cazade
- Mimmo Cazzaniga
- Lucio Cecchinello
- Pierre-Jean Cecchini
- Hilmar Cecco
- Johnny Cecotto - Wereldkampioen 350 cc 1975
- Adu Celso Santos
- Gustavo Cerdeña
- Enrico Cereda
- Fernando Cerdera
- Fabio Ceredi
- Nico Cereghini
- Federico Cerroni
- Marc Chabert
- Dave Chadwick
- Suhathai Chaemsap
- Jean-François Chaffin
- Philippe Chaltin
- Gérard Chamard
- Steve Chambers
- Doug Chandler
- Rogan Chandler
- Ron Chandler
- Somkiat Chantra
- Gérard Chaperon
- Dennis Chapman
- Don Chapman
- Joe Chapman
- Kerry Chapman
- Dennis Charlett
- Martial Charpentier
- Fred Chase
- Derek Chatterton
- Graham Chatterton
- Mick Chatterton
- Peter Chatterton
- Patrick Chavanne
- Carlos Checa
- David Checa
- Chao Chee Hou
- Eric Cheers
- Pierre Cherrier
- Bastien Chesaux
- Wai On Cheung
- Olivier Chevallier
- Riccardo Chiarello
- Pierfrancesco Chili
- Henri Chimera
- Franco Chinelli
- John Chisnell
- Doug Chivas
- Conway Chivers
- Marzillo Chizzini
- Ladislav Chmelík
- Gérard Choukroun
- Denis Christian
- Hans-Rudi Christinat
- G. Chrounopoulos
- Luigi Ciai
- Claudio Cipriani
- Marco Cipriani
- Paolo Cipriani
- Pieraldo Cipriani
- Artemio Cirelli
- Niggel Clague
- Dennis Clancy
- Aaron Clark
- Bert Clark
- Colin Clark
- Eric Clark
- Harold Clark
- John Clark
- Brendan Clarke
- Sam Clarke
- Joachim Claus
- Noel Clegg
- Oscar Clemencigh
- Ivan Clementi
- Bob Clements - Wereldkampioen zijspan 1952
- Marcel Clerc
- Hugo Clere
- William Cleugh
- Óscar Climent
- Michael Clunie
- Jules Cluzel
- Adrian Coates
- Ernie Coates
- Nikki Coates
- Oscar Cobas
- Adriano Cocchi
- M. Cocley
- Bernard Codd
- Daniel Coe
- Christophe Cogan
- Kev Coghlan
- Marco Colandrea
- Robert Coleman
- Rod Coleman
- Michael Coletti
- Roberto Coli
- Renato Colleoni
- Renzo Colleoni
- Bill Collett
- Stuart Collins
- Jacques Collot
- Giuseppe Colnago
- Roberto Colombo
- Ian Colquhoun
- Oscar Combi
- Leo Commu
- Georges Comy
- Pierluigi Conforti
- Chris Conn
- Craig Connell
- Giuseppe Consalvi
- Marc-Anton Constantin
- Michele Conti
- Frederick Cook
- Max Cook
- Robert Cook
- William Cook
- Wester Cooley sr.
- Phillip Coombes
- Paul Coombs
- Adrian Cooper
- Daniel Cooper
- John Cooper
- John H. Cooper
- Sam Cooper
- Tim Coopey
- Guy Cooremans
- Frank Cope
- Alistair Copeland
- Angelo Copeta
- Bill Copson
- Maurice Coq
- Jean-Paul Coquic
- Gérald Corbaz
- Roger Corbett
- Jacques Corbier
- Eugéne Cordang
- Georges Cordey
- Donal Cormican
- Fred Cornbill
- Roel Cornelis
- Jacques Cornu
- John Cornwell
- Mauro Corradini
- Troy Corser
- Simone Corsi
- Gabriel Corsín
- Miguel Cortés
- Sandro Cortese - Wereldkampioen Moto3 2012
- Claudio Corti
- Barry Cortvriend
- Daniel Corvi
- Filipe Costa
- Luis Costa
- George Costain
- Horacio Costas
- Billy Costello
- Lee Costello
- William Costes
- Jean-Claude Costeux
- Eduardo Cots
- Paul Cott
- Franco Cottafavi
- Filippo Cotti
- Vernon Cottle
- André Coudert
- Philippe Coulon
- Bob Coulter
- Woolsey Coulter
- James Courtney
- John Courtney
- Peter Courtney
- Keith Cousins
- Ronald Cousins
- Adolfo Covi
- Errol Cowan
- Gary Cowan
- John Cowie
- Kevin Cowley
- Joe Coxon
- Simon Crafar
- Martin Craggill
- Adrian Craig
- Des Craig
- Dave Crampton
- Cecil Crawford
- Davy Crawford
- Dick Creith
- Ivan Cremonini
- Loris Cresson
- Bruno Cretti
- Antonio Creus
- Steve Crevier
- Thierry Crine
- James Cripps
- Fernando Cristóbal
- Daniel Crivello
- Àlex Crivillé - Wereldkampioen 125 cc 1989, 500 cc 1999
- Norman Croft
- Max Croker
- Fritz Cron - Wereldkampioen zijspan 1954, 1956
- Trevor Crone
- Bill Crook
- Brendon Crookes
- Eddie Crooks
- Graeme Crosby
- Colin Cross
- Nigel Crossett
- Nedy Crotta
- Jeremy Crowe
- Dave Croxford
- Adrián Cruces
- Oliviero Cruciani
- Stefano Cruciani
- Cal Crutchlow
- Maurizio Cucchiarini
- Alex Cudlin
- Damian Cudlin
- Francisco Cufi
- Rafael da Cunha
- Dave Cunningham
- Emilio Cuppini
- Henry Curchod
- Bill Currie
- Jim Curry
- Kevin Curtain
- Hans-Jürgen Cusnik
- Nick Cutmore
- Pierre Cuvelier
- Edmund Czihak

## D
- Julien Da Costa
- Massimo D'Agnano
- Per-Ake Dahl
- Åke Dahli
- Helmut Dahne
- Otto Daiker
- Patrice Daire
- Dickie Dale
- John Dale
- Ton Daleman
- Lorenzo Dalla Porta - Wereldkampioen Moto3 2019
- Antonio Dalle Fusine
- Jordi Dalmau
- Giuseppe Dal-Toe
- Chris D'Aluisio
- Tony Daly
- K. Dambauer
- Michele Danese
- Kasma Daniel
- Harold Daniell
- Bruce Daniels
- Gordon Daniels
- Jules Danilo
- Dave Danks
- Harald Danninger
- Giuseppe Dardanello
- Peter Darvill
- Karl Dauer
- Firmin Dauwe
- Peter Davey
- Serge David
- Chaz Davies
- Jason Davies
- Trevor Davies
- Brian Davis
- Geoff Davis
- Jason Davis
- Peter-John Davis
- Bernd Dawicki
- Walter Dawson
- Levi Day
- Eric De Doncker
- Massimo De Lorenzi
- Fabrizio De Marco
- Mario De Matteo
- Raffaele De Rosa
- Antonio De Simone
- Dave Dean
- Rally Dean
- Zachary Dean
- Leslie Dear
- Gabriele Debbia
- Valentin Debise
- Alex Debón
- Javier Debon
- Gérard Debrock
- Claude Debroux
- Dave Degens
- Ernst Degner - Wereldkampioen 50 cc 1962
- Eduard Dein
- Pavol Dekánek
- Marcello Del Giudice
- Guido Del Piano
- René Del Torchio
- René Delaby
- Etienne Delamarre
- René Delarze
- Jean-Paul Delers
- Jean-Marc Delétang
- Emilio Delgado
- Anthony Delhalle
- Jaak Delsing
- Jean-Luc Demierre
- Hans-Peter Demling
- Bernard Denis
- Terry Dennehy
- Brian Denniss
- Bruce Dent
- Joe Dent
- John Denton
- John Denty
- Herbert Denzler
- Juliën Deronne
- Scott Deroue
- Philip Desborough
- René Deschamps
- Yannick Deschamps
- Paul Dessirier
- Patrick Detot
- Noah Dettwiler
- Max Deubel - Wereldkampioen zijspan 1961, 1962, 1963, 1964
- Pierre Devaud
- Dewi
- Jim DeWitte
- Ray Dey
- Grégory Di Carlo
- Fabio Di Giannantonio
- Alexander Di Grandi
- Mike Di Meglio - Wereldkampioen 125 cc 2008
- Sandro Di Stefano
- Fernando Diaz
- Javier Díaz
- Stanley Dibben - Wereldkampioen zijspan 1953
- Tom Dickie
- Barrie Dickinson
- Gary Dickinson
- Lee Dickinson
- Graham Dickson
- John Dickson
- Helmut Diehl
- Enrique Dietrich
- Guillaume Dietrich
- Wilfried Dietz
- Nicky Diles
- William van Dis
- Jason DiSalvo
- Jan van Disseldorp
- Barry Ditchburn
- Hans-Joachim Dittberner
- Oswald Dittrich
- Darren Dixon - Wereldkampioen zijspan 1995, 1996
- Jake Dixon
- Sean Dixon
- Arnold Dobbs
- Lorenzo Dobelli - Wereldkampioen zijspan 1950, 1951
- Charlie Dobson
- John Dodds
- Dieter Döhmann
- Gianfranco Domeniconi
- D. Domesnil
- Claude Domin
- Campbell Donaghy
- Cees van Dongen
- Jos van Dongen
- Mick Doohan - Wereldkampioen 500 cc 1994, 1995, 1996, 1997, 1998
- Scott Doohan
- Cees Doorakkers
- Josef Doppler
- Bill Doran
- Wayne Doran
- Stefan Dörflinger - Wereldkampioen 50 cc 1982, 1983, 80 cc 1984, 1985
- Andrea Dovizioso - Wereldkampioen 125 cc 2004
- Graham Downes
- Michael Dowson
- Adrie van der Draay
- Frank van den Dragt
- János Drapál
- Ken Draper
- Günter Dreier
- Greg Drew
- Judd Drew
- Hein van Drie
- David Drieghe
- Clemens Driesch
- Jacques Drion
- Paddy Driver
- André Drivet
- Othmar Drixl
- Aad Droog
- Rudolf Duba
- Ernst Dubbink
- Charly Dubois
- José Dubon
- Éric Dubray
- Vincent Duckett
- Franz Ducret
- Mike Duff
- Hervé Duffard
- Robin Duffty
- Brian Duffy
- Alan Dugalde
- Miguel Duhamel
- Yvon Duhamel
- Joseph Duhem
- Andrew Duke
- Geoff Duke - Wereldkampioen 350 cc 1951, 1952, 500 cc 1951, 1953, 1954, 1955
- Boet van Dulmen
- Didier Dumesnil
- Roland Dumond
- Charles Dumont
- Bobby Duncan
- David Duncan
- Barry Dungsworth - Wereldkampioen zijspan 1963, 1964
- Clément Dunikowski
- René Dünki
- Gavin Dunlop
- Joey Dunlop
- William Dunlop
- Bruce Dunn
- Clarrie Dunn
- Norman Dunn
- Joe Dunphy
- Jason Dupasquier
- Yves Dupont
- Gerardo Düring
- Ernst Dürrich
- Nicolas Dussauge
- Roger Dutton
- Jean-Guy Duval
- Maarten Duyzers
- Dean Dyess
- Horst Dzierzawa

## E
- Stuart Easton
- Fritjof Eccarius
- Geoff Eccles
- Julian Echaide
- Harald Eckl
- Sebastian Eckner
- David Edmond
- Brian Edwards
- Colin Edwards
- Daniel Edwards
- James Edwards
- Mike Edwards
- Stuart Edwards
- Jürg Egli
- Markus Egloff
- Urs Egloff
- Ken Eguchi
- Mathias Ehinger
- Paul Eickelberg
- Ulrich Eickmeyer
- Johan van Eijk
- Vincent Eisen
- Philipp Eitzinger
- Jon Ekerold - Wereldkampioen 350 cc 1980
- Holger Ekström
- Anton Elbersen
- Giuseppe Elementi
- Bengt Elgh
- Edoardo Elias
- Toni Elías - Wereldkampioen Moto2 2010
- José Antonio Elizalde
- Christian Elkin
- David Elliott
- Don Ellis
- Steve Ellis
- James Ellison
- Pete Elmore
- Sean Emmett
- Ingo Emmerich
- André Emo
- Rolf Emrich
- Willy Emrich
- Klaus Enderlein
- Klaus Enders - Wereldkampioen zijspan 1967, 1969, 1970, 1972, 1973, 1974
- Takumi Endoh
- Kees van der Endt
- Herbert Engelhardt
- Ralf Engelhardt - Wereldkampioen zijspan 1967, 1969, 1970, 1972, 1973, 1974
- Thomas Engl
- Julien Enjolras
- Derek Ennett
- Ikuhiro Enokido
- Paolo Enriques
- Roger Ergé
- Manfred Erhardt
- Armando Errico
- Agustín Escobar
- Álex Escrig
- Enrique Escuder
- Michel Escudier
- Peter Eser
- Carl Eshoo
- Malcolm Esler
- Danny Eslick
- Reino Eskelinen
- Aleix Espargaró
- Pol Espargaró - Wereldkampioen Moto2 2013
- Vicente Esparragoso
- Thierry Espié
- John Esposito
- Peter Essaff
- Joel Esteban
- Dave Estment
- José Estrela
- Christian Estrosi
- Rick van Etten
- Michele Ettore
- Georg Etz
- Harry Evans
- Hugh Evans
- Jim Evans
- Jim H. Evans
- Mike Evans
- Peter Evans
- Roy Evans
- Wilmot Evans
- David Evelyn
- Karl-Heinz Ewing
- Pablo Exposito

## F
- Alex Fabbri
- Luca Fabrizio
- Michel Fabrizio
- Lodovico Facchinelli
- Adelio Faccioli
- Ernst Fagerer
- Sturla Fagerhaug
- Frans-Olaf Fagerström
- Dino Fagiolini
- Paul Fahey
- Markus Fährni
- Freddie Fairbairn
- Terry Fairbrother
- Tony Falcone
- Luigi Falconi
- Dieter Falk
- Jim Falls
- Guy Farbrother
- Filippo Farioli
- Bertie Farlow
- Franco Farne
- John Farnsworth
- Derek Farrant
- Ludwig Faßbender
- Leonhard Faßl
- Helmut Fath - Wereldkampioen zijspan 1960, 1968
- Bernard Fau
- Héctor Faubel
- Willi Faust - Wereldkampioen zijspan 1955
- Jose de Faveri
- Ray Fay
- Mick Featherstone
- Rodney Fee
- Arthur Feen
- Arthur Fegbli
- Werner Felber
- Rudi Felgenheier
- Frank Fellmann
- Lorenzo Fellon
- Romano Fenati
- Bedrich Fendrich
- Rolf Fenker
- Arthur Fenn
- Lennart Fenning
- Peter Ferbrache
- Robert Ferguson
- João Fernandes
- Adrián Fernández
- Augusto Fernández - Wereldkampioen Moto2 2022
- Eric Fernández
- François Fernandez
- Oriol Fernandez
- Patrick Fernandez
- Rafael Fernandez
- Raúl Fernández
- Peter Fernando
- Florian Ferracci
- Matteo Ferrari - Wereldkampioen MotoE 2019
- Virginio Ferrari
- Carlos Ferreira
- Edmar Ferreira
- Paolo Ferretti
- Stefano Ferretti
- Romolo Ferri
- Kyle Ferris
- Gabriele Ferro
- Noël Ferro
- Gilles Ferstler
- Thierry Feuz
- John Fiddaman
- Rob Filart
- Philippe Filek
- Jim Filice
- Michal Filla
- Derek Filler
- Jack Findlay
- John-Tom Findlay
- Alessio Finello
- Mike Finnegan
- Toni Finsterbusch
- Mario Fiorentino
- Giuseppe Fiorillo
- Gerold Fischer
- Günter Fischer
- Hans Fischer
- Josef Fischer
- Kurt Fischer
- Manfred Fischer
- Anthony Fisher
- John Fisher
- Ken Fisher
- Lawrence Fisher
- Robert Fisher
- Chris Fisker
- Robin Fitton
- Adolf Flach
- Raymond Flack
- Francis Flahout
- John Flaxman
- Helmut Fleck
- Eddie Fletcher
- Jack Fletcher
- Alfredo Flores
- Fernando Flores
- Kurt-Harald Florin
- Christoph Flückiger
- Laurence Flury
- Carl Fogarty
- George Fogarty
- Dennis Foggia
- Hans Föhr
- Cees Fokke-Bosch
- Luigi Folconi
- Alexander Folger
- Jonas Folger
- Roland Föll
- Marc Fontan
- Jean Foray
- Kenny Foray
- Tito Forconi
- Bruce Ford-Dunn
- German Förderer
- Javier Forés
- Andrea Fornaro
- Jack Forrest
- Piers Forrester
- Bengt Forsberg
- Felix Forstenhäusler
- Massimo Forster
- Bob Foster - Wereldkampioen 350 cc 1950
- Grégory Fouet
- Dave Foulkes
- David Fouloi
- Geoff Fowler
- Frank Fox
- Ralph Fox
- Vanes Francini
- Harry Francis
- Bruno Francisci
- Onorato Francone
- Sidney Franklen
- Juhan Franta
- Craig Frederickson
- Charlie Freeman
- Brian Freestone
- Freddy Freiburghaus
- Edward Frend
- Jean-Marc Fresc
- Pauli Freudenlund
- Roland Freymond
- Peter Frick
- Stan Friduss
- Winfried Fries
- Ercole Frigerio
- Freddie Frith - Wereldkampioen 350 cc 1949
- Marvin Fritz
- Wolfgang Fritz
- Georg Fröhlich
- Rudolf Fröhling
- Peter Frohnmeyer
- Michel Frutschi
- Dennis Fry
- Frank Fry
- Jürgen Fuchs
- Martin Fueg
- Horst Fügner
- Paul Fuhrer
- Yutaka Fujihara
- Kenta Fujii
- Toshio Fujii
- Yuzo Fujioka
- Katsuaki Fujiwara
- Norihiko Fujiwara
- Yukata Fujiwara
- Shinichi Fujiyama
- Yuto Fukishima
- Teruo Fukuda
- Yuto Fukushima
- Federico Fuligni
- Bill Fulton
- Oscar Furlan
- Ron Fursman
- Taiyo Furusato
- Raffaele Fusco
- Siegfried Fuss

## G
- Matthieu van Gaalen
- Karel Gaber
- John Gabites
- Wolfgang Gäbke
- Hermann Gablenz
- Roland Gabriel
- Tommaso Gabrielli
- Rudi Gachter
- Manfred Gäckle
- Sergio Gadea
- Jacob Gagne
- Fred Gailey
- Enrico Galante
- Kris Galatowicz
- Giulio Galbiati
- Michel Galbit
- Joaquín Galí
- Ramón Galí
- Denis Gallagher
- Michele Gallina
- Roberto Gallina
- Jules Galliker
- Billy Gällros
- Ricardo Galvagni
- Peter Galvin
- Gilberto Gambelli
- Paolo Gamberini
- Max Gambino
- Jorg Gammerschlag
- Alberto Gandossi
- Antonio García
- Bernard Garcia
- Bernard Garcia
- David García
- Juan García
- José Julián García
- Marc Garcia
- Marc García
- Marcelino García
- Miguel García
- Roberto García
- Sergio García
- Ian Gardner
- Ray Gardner
- Remy Gardner - Wereldkampioen Moto2 2021
- Wayne Gardner - Wereldkampioen 500 cc 1987
- Arthur Gardyanczik
- Charlie Garner
- Juan Garriga
- Federico Gartner
- Héctor Garzó - Wereldkampioen MotoE 2024
- Wolfgang Gast
- Ulf Gate
- Norberto Gatti
- Roland Gauch
- John Gauge
- Richard Gauthier
- William Gautier
- Eustáquio Gavira
- Idalio Gavira
- Jeff Gawley
- José David de Gea
- Chris Geary
- Greame Geddes
- Dieter Gedlich
- Wolfgang Gedlich
- Etienne Geeraerd
- Jaap Geerts
- Bob Geeson
- Louis Geeson
- Theo van Geffen
- Hansueli Gehrig
- Bob Gehring
- Gotthilf Gehring
- Dirk Geiger
- Manfred Geissler
- Jonas Geitner
- Sante Geminiani
- Christian Gemmel
- Markus Gemperle
- Massimo Genevini
- Joe Genoud
- Marco Gentile
- Alex George
- Max George
- Andreas Georgeades
- Tim Georgi
- Paul Gérard
- Philippe Gérard
- Werner Gerber
- Garrett Gerloff
- Shaun Geronimi
- Raoul Gerrebos
- Massimiliano Gervasio
- Rainer Gerwin
- Wolfgang Gess
- Klaas de Geus
- Randy Gevers
- Lorenzo Ghiselli
- Marc Gial
- Martino Giani
- Juan Pablo Gianini
- Simone Giannecchini
- Stefano Giannecchini
- Ezio Gianola
- Fosco Giansanti
- Mirko Giansanti
- Sete Gibernau
- Vittorio Gibertini
- Peter Gibson
- Albert Giesemann
- Werner Giger
- Domingo Gil Blanco
- Louis Gilbert
- Lincoln Gilding
- Phil Giles
- Tom Gill
- Sébastien Gimbert
- Mathieu Gines
- Alessandro Giorgi
- Carlos Giró
- Carlos Giró jr.
- Franck Girodroux
- Maurice Gittins
- Bernard Gitton
- Leandro Giuggia
- Diego Giugovaz
- Ermanno Giuliano
- Dario Giuseppetti
- Brian Gleed
- Hans-Siegfried Gläser
- Rudolf Gläser
- Joe Glazebrook
- Graham Gleeson
- Nicolas Glez
- Martin Glossop
- Peter Glover
- Horst Gluck
- Gabriele Gnani
- Andreas Göbel
- Anthony Gobert
- Béla Godàny
- Peter Goddard
- Tony Godfrey
- Marcel Godillot
- Roy Godwin
- Georges Goetz
- Auguste Goffin
- Ivan Goi
- Gary Golder
- Wolfgang Golembeck
- Alberto Gómez
- Borja Gómez
- Russell Gómez
- Yasuhiko Gomibuchi
- Pierre Gonin
- Francisco Gonzales
- Miguel Gonzales
- Francisco González
- Manuel González
- Fernando González de Nicolás
- Arthur Good
- Richard Goodwin
- Jurgen van den Goorbergh
- Patrick van den Goorbergh
- Piet van den Goorbergh
- Zonta van den Goorbergh
- Frank Gordon
- Hans-Dieter Görgen
- Campbell Gorman
- Vittorio Gornati
- Hans Gösch
- Alan Gosling
- Kenneth Götesson
- André Gouin
- Peter Gould
- Rodney Gould - Wereldkampioen 250 cc 1970
- Jack Gow
- Alf Graarud
- Gabriel Grabia
- Johnny Grace
- César Gracia
- Christian Graf
- Ulrich Graf
- Billy Graham
- Leslie Graham - Wereldkampioen 500 cc 1949
- Robert Graham
- Roger Graham
- Roy Graham
- Stuart Graham
- Tom Graham
- Åke Grahn
- Alessandro Gramigni - Wereldkampioen 125 cc 1992
- Jean-Marie Grandidier
- Eric Granado
- Claudio Granata
- Bosse Granath
- Peter Granath
- Jean-Marie Grandidier
- François Granon
- Donald Grant
- Eddie Grant
- Edwin-Martin Grant
- Harry Grant
- Mick Grant
- Ron Grant
- Sergio Grantón
- Karl-Thomas Grässel
- Gastone Grassetti
- Silvio Grassetti
- Benjamín Grau
- Chuck Graves
- Peter Graves
- Brian Gray
- Charlie Gray
- Scott Gray
- Dick Greasley
- Zlakto Grebensek
- Antonio Grecco
- Marco Greco
- Judd Greedy
- Alan Green
- Don Greene
- Owen Greenwood
- Philippe Greffet
- Chris Gregory
- Gerhard Greiffenhagen
- Fausto Gresini - Wereldkampioen 125 cc 1985, 1987
- Nino Grieco
- David Griffith
- Garry Griffith
- Ernest Griffiths
- Leslie Griffiths
- Mike Griffiths
- Selwyn Griffiths
- Rudolf Grimas
- Harold Grindley
- Howard Grindley
- Raimond van den Groep
- Matti Gröönroos
- Erik de Groot
- Anthony Groppi
- Brad Gross
- Ernst Gross
- Franck Gross
- Manfred Großbaier
- Werner Großmann
- Terry Grotefeld
- Simone Grotzkyj
- Peter Grove
- Bernd Grube
- Toni Gruber
- Luca Grünwald
- Manfred Grunwald - Wereldkampioen zijspan 1957
- Michael Gschwander
- Ernst Gschwender
- David Guardiola
- Charly Güdel
- Paul Güdel
- Jean-Claude Guénard
- Yannick Guerra
- Carlo Guerrini
- Izan Guevara - Wereldkampioen Moto3 2022
- Juan Francisco Guevara
- Francesco Guglielminetti
- Jean-Louis Guignabodet
- Jean-Luc Guillemet
- Hervé Guilleux
- René Guilli
- Sylvain Guintoli
- John Guirke
- Michel Guitel
- Rob Guiver
- Robert Gull
- Rainer Gundel
- J. Gunn
- Sven-Olof Gunnarsson
- Phil Gurner
- Chris Gusman
- Leif Gustafsson
- Hasse Gustavsson
- Billie Guthrie
- Óscar Gutiérrez
- Wesley Gutierrez
- René Gutknecht
- Chris Guy
- Alen Győrfi
- Adrián Gyutai

## H
- Harold de Haan
- Timo Haarala
- Geral de Haas
- Mappie de Haas
- Werner Haas - Wereldkampioen 125 cc 1953, 250 cc 1953, 1954
- Silvo Habat
- Larbi Habbiche
- Gerhard Häberle
- Ron Hackett
- Jamie Hacking
- Taiga Hada
- Albert Haddock
- Don Haddow
- Brian Haddrell
- Claude Ben El Hadj
- Jérôme van Haeltert
- Bernard Haenggeli
- Philipp Hafeneger
- Klaus Hafner
- Kensuke Haga
- Noriyuki Haga
- Josef Hage
- Eugen Hagenlocher
- Andreas Hahn
- Gertrud Hahn
- Hermann Hahn
- Ludwig Hahn
- Peter Hahn
- Richard Haidegger
- Mike Hailwood - Wereldkampioen 250 cc 1961, 1966, 1967, 350 cc 1966, 1967, 500 cc 1962, 1963, 1964, 1965
- Jürgen Haim
- Michael Haisman
- Auno Hakala
- Ewan Haldane
- Robert Haldane
- Hans Haldemann
- Mike Hale
- Robin Hålén
- M. S. Hall
- William Hall
- Craig Hallam
- Hans Hallberg
- Otto Haller
- Helmut Hallmeier
- Kanta Hamada
- Yuki Hamamoto
- Jyun Hamano
- Klaus Hamelmann
- Peter Hampe
- Mikko Hamunen
- Kazuki Hanafusa
- Walter Hancock
- Karel Hanika
- Henry Hanje
- Norman Hanks
- Roy Hanks
- Ross Hannan
- Adolf Hänni
- Hans Hänni
- Hans Hansebraten
- Osmo Hansen
- Raymond Hanset
- Gregg Hansford
- Kevin Hanus
- Fritz Hänzi
- Tetsuya Harada - Wereldkampioen 250 cc 1993
- Geoff Hardcastle
- Jack Harding
- George Hardwick
- A. Hardy
- Eric Hardy
- Grunwald Harfmann
- Albert Häring
- Arndt Härle
- Árpád Harmati
- Robbin Harms
- Alan Harris
- Brian Harris
- David Harris
- Don Harris
- Leslie Harris
- Pip Harris
- Tony Harris
- Reginald Harrison
- Rob Harrison
- Roger Harrison
- Terry Harrison
- Chris Hart
- Peter Hartill
- John Hartle
- Herman den Hartog
- Wil Hartog
- Craig Harwood
- Ken Harwood
- Félix Harzenmoser
- Tako Hase
- Hiroshi Hasegawa
- Sho Hasegawa
- Yoshihisa Hasegawa
- Erich Haselbeck
- Gary Haslam
- Leon Haslam
- Ron Haslam
- Bjorn Hasli
- Bady Hassaine
- Timothy Hastings
- Yasumasa Hatakeyama
- Yuki Hatano
- Mike Hatherill
- Tom Hatton
- Herbert Hauf
- Morten Hauger
- Max Hauri
- Heinz Hausamann
- Jussi Hautaniemi
- Gustav Havel
- Edward Havens
- Zbyněk Havrda
- Dick Hawes
- Bill Hawthorne
- Maurice Hawthorne
- George Hayden
- Nicky Hayden - Wereldkampioen MotoGP 2006
- Roger Lee Hayden
- James Haydon
- Jimmy Hayes
- Josh Hayes
- Barry Haynes
- Martyn Hayward
- Tom Hayward
- John R. Hazelden
- Zi Xian He
- Tony Head
- Harris Healey
- Bob Heath
- Philip Heath
- Tony Heaton
- Alfred Heck
- Roland Heck
- Keith Heckles
- Luke Hedger
- Ross Hedley
- Cai Hedstrum
- Konrad Hefele
- Dirk Heidolf
- Roger Heierli
- Leon van der Heijden
- Ari Heikkilä
- Norbert Heiles
- Beno Heim
- Dieter Heinen
- Viljo Heino
- Adi Heinrichs
- Franz Heiß
- Xaver Heiß
- Frantisek Helikar
- Franz Heller
- Kevin Hellyer
- John Hempleman
- Billie Henderson
- Phil Henderson
- Jan Hennek
- Pat Hennen
- Paulo Henriques
- Steve Henshaw
- Ted Henter
- Robert Herbert
- Karel Hermans
- Klaas Hernamdt
- Manuel Hernández jr.
- Manuel Hernández sr.
- Santiago Hernández
- Yonny Hernández
- Patrick Hérouard
- Xavier Herouin
- María Herrera
- Santiago Herrero
- Manuel Herreros - Wereldkampioen 80 cc 1989
- Josh Herrin
- Tom Herron
- Wilfred Herron
- Manfred Herweh
- Michael Herzberg
- Alfred Herzig
- Thomas Herzog
- Tom Hesketh
- Dieter Heß
- Geir Hestmann
- Andy Hetherington - Wereldkampioen zijspan 1995, 1996
- Gerhard Heukerott
- Thomas Heuschkel
- Harry Heutmekers
- Pat Hewartson
- Tony Hewitt - Wereldkampioen zijspan 1987, 1988, 1989
- Peter den Heyer
- Willem Heykoop
- Sadanori Hikita
- Günter Hilbig
- Lesly Hill
- Peter Hill
- Fritz Hillebrand - Wereldkampioen zijspan 1957
- Bruno Hiller
- Ernst Hiller
- Reinhard Hiller
- Bernhard Hillmer
- Vic Hilton
- Yukiho Hinokio
- Eric Hinton
- Harry Hinton jr.
- Harry Hinton sr.
- Luke Hinton
- Masayuki Hirose
- Rémy Hirschy
- Max Hirzel
- Steve Hislop
- Osamu Hiwatashi
- Petr Hlavatka
- Chi Fung Ho
- Chow Ho Wan
- August Hobl
- Malcolm Hobson
- Jesco Höckert
- Gary Hocking - Wereldkampioen 350 cc 1961, 500 cc 1961
- Austin Hockley
- Sammy Hodgins
- Johnny Hodgkin
- Bill Hodgkins
- Barry Hodgkinson
- Ivan Hodgkinson
- Neil Hodgson
- Gerard Hoek
- Federico van der Hoeven
- Gerwin Hofer
- Jeff Hoff
- Harry Hoffmann
- Walter Hoffmann
- Alex Hofmann
- Andreas Hofmann
- Bruno Hofmann
- Karl Hofmann
- Harry Hofsteenge
- Jean-Claude Hogrel
- Peter Hohl
- Horst Höhler
- Fred Holden
- Robert Holden
- Hermann Holder
- Thomas Holdsworth
- Daniel Holgado
- Cliff Holland - Wereldkampioen zijspan 1977
- Russell Holland
- Rupert Hollaus - Wereldkampioen 125 cc 1954
- François Hollebecq
- Dean Hollier
- Väinö Hollming
- Reinhold Hollweg
- Alan Holmes
- Peter Holmes
- Tommy Holmes
- Karl-Julius Holthaus
- Ernst Holzeis
- Bruno Holzer - Wereldkampioen zijspan 1979 (B2B)
- Bernd Holzleitner
- F. Holzmeier
- Sascha Hommel
- Toshihiko Honma
- Jaap Hoogeveen
- Joshua Hook
- Phil Hookham
- John Hopkins
- Nick Hopkins
- Trevor Hopkinson
- Karl Hoppe
- René Hordelalay
- Wilhelm Horhager
- Yoshiari Hori
- Chris Horn
- Brian Hornby
- Colin Hornby
- David Horne
- Jake Horne
- John Horne
- Emil Hörner - Wereldkampioen zijspan 1961, 1962, 1963, 1964
- John Horspole
- Mick Horspole
- Felipe Horta
- Anthony Horton
- Clive Horton
- David Horton
- Peter Horton
- Jacopo Hosciuc
- Ernst Hoske
- David Hoskin
- Peter Höss
- Georges Houel
- Donnie Hough
- Brian Houghton
- Eric Houseley
- Mario Houssin
- Ophie Howard
- Oliver Howe
- Kenny Howles
- Matthew Hoyle
- Shi Zhao Huang
- Zhi Yu Huang
- Hanspeter Hubacher
- Peter Hubbard
- Alois Huber
- Andreas Huber - Wereldkampioen zijspan 1982
- Fred Huber
- Hermann Huber
- Josef Huber - Wereldkampioen zijspan 1975, 1976
- Klaus Huber
- Kurt Huber
- Peter Huber
- Jan Huberts
- Richard Hubin
- Eric Hübsch
- Brett Hudson
- John Hudson
- Adrián Huertas
- Keith Huewen
- Ken Huggett
- David Hughes
- Geoff Hughes
- John Hughes
- Hans Hügli
- Christian Huguet
- Jaroslav Huleš
- Serge van Humbeck
- Peter Humber
- Hans-Jürgen Hummel
- Albert Hund
- Clive Hunt
- Edward Hunt
- Gordon Hunt
- Allen-Roger Hunter
- Brian Hunter
- Yvan Hunziker
- Willi Hupperich
- John Hurlstone
- Bernhard Huser
- Gilles Husson
- Paul Hutchinson
- Wilf Hutt
- Jacques Hutteau
- Ewald Hüttelin
- Josef Hutter
- Piet Huybers
- Eero Hyvärinen

## I
- Marcello Iannetta
- Andrea Iannone
- Shigeru Ibaraki
- Yoshifumi Ichimiya
- Michio Ichino
- Paul Iddon
- Nick Ienatsch
- Jaap Iesberts
- Alberto Ieva
- Edmund Iffland
- Tomoko Igata
- Patrick Igoa
- Izam Ikmal
- Elly Ilias
- Fadli Immammuddin
- Jun Inageda
- Peter Inchley
- John Inchliff
- Claudio Incorvaia
- Francisco Incorvaia
- Bill Ingham
- Roy Ingram
- Tim Inkster
- Jacques Insermini
- Norio Iobe
- Andrea Iommi
- Dennis Ireland
- Len Ireland
- Trevor Ireson
- Cristiano Irias-Vieira
- Antonio Irizar
- Gary Irlam
- Kenny Irons
- Joe Irving
- Alan Irwin
- Isao Ishikawa
- Paolo Isnardi
- Teresio Isola
- Bobby Issazadhe
- Fumio Ito
- Mitsuo Itō
- Shinichi Ito
- Takumi Ito
- Tetsu Ito
- Yukhi Ito
- Akira Itoh
- Ezequiel Iturrioz
- Vladimir Ivanov
- Bill Ivy - Wereldkampioen 125 cc 1967
- Kenichiro Iwahashi
- Hiroomi Iwata
- Jasper Iwema
- Andi Farid Izdihar

## J
- Ilkka Jaakkola
- Jikka Jaakkola
- Alan Jackson
- Dave Jackson
- Gary Jackson
- Lee Jackson
- Malcolm Jackson
- Tony Jackson
- Albert Jacmin
- P.J. Jacobsen
- Derek Jacobson
- Olivier Jacque - Wereldkampioen 250 cc 2000
- Quentin Jacquet
- Hans-Günter Jäger
- David James
- Pierre James
- Serge Jamsin
- Markéta Janáková
- Jean-Maurice Janin
- Michael Jansberg
- Ted Jansen
- Benny Janssen
- Jarno Janssen
- Stefan Janssen
- Ted Janssen
- Börje Jansson
- Per Jansson
- Sten-Gunnar Jansson
- Jakub Jantulík
- Jean-Claude Jaquet
- Raúl Jara
- Den Jarman
- Sakari Järvimaa
- Ahmad Jayadi
- Jean-Pierre Jeandat
- Martial Jean-Petit-Matile
- Malcolm Jefery
- David Jefferies
- Tony Jefferies
- Alan Jeffery
- Roy Jeffreys
- Kurt Jelonek
- Griff Jenkins
- Denis Jenkinson - Wereldkampioen zijspan 1949
- Steve Jenkner
- Pete Jennings
- Gøsta Jensen
- Kaj Jensen
- Karl Jensen
- Syd Jensen
- Enrique Jerez
- Benny Jerzenbeck
- Alberto Jeva
- Douglas Jewell
- Ramon Jimenez
- Kurt Johannson
- Benga Johansson - Wereldkampioen zijspan 1980
- Bengt-Gorän Johansson
- Hans Johansson
- Kuno Johansson
- Lars Johansson
- Lothar John
- Al Johnson
- David Johnson
- Ernie Johnson
- Greg Johnson
- Steve Johnson
- Gavin Johnston
- Jimmy Johnston
- Steve Jolly
- Alan Jones
- Arnold Jones
- Brent Jones
- Chris Jones
- David Jones
- Derek Jones
- Eric Jones
- Jimmy Jones
- John Jones
- Luke Jones
- Mike Jones
- Paul Jones
- Peter Jones
- Stuart Jones
- Paul Jordan
- Peter Joss
- Juha Joutsen
- Enrique de Juan
- Urs Jücker
- James Judd
- Franta Juhan
- Horst Juhant
- Károly Juhász
- Arpád Juhos
- Benito Jull
- Cyril Julian
- Serge Julin
- Georg Jung
- Martyn Jupp

## K
- Johan van der Kaap
- Kristian Kaas
- Rolf Kabbe
- André Kaci
- Miroslav Kacko
- Ferdinand Kaczor
- Gerd Kafka
- Yukio Kagayama
- Rudolph Kaiser
- Igor Kaláb
- Paholayuth Kalachan
- Wolfgang Kalauch - Wereldkampioen zijspan 1968, 1970
- Walter Kaletsch
- Franz Kallenberg
- Harri Kallio
- Mika Kallio
- Vesa Kallio
- Satoru Kamada
- Pascal Kambourian
- Yuudai Kamei
- Choujun Kameya
- Hideo Kanaya
- William Kane
- Seppo Kangasniemi
- Michael Kaplan
- Werner Kapp
- Maximilian Kappler
- Achim Kariger
- Alf Karlsson
- Harald Karlsson
- Kurt-Svan Karlsson
- Daniel Kartheininger
- Detlef Karthin
- Kari Karttiala
- Franz Kaserer
- Helmut Kasper
- Bernd Kassner
- Helmut Kassner
- Horst Kassner
- Rinus van Kasteren
- Isamu Kasuya
- Shinji Katayama
- Takazumi Katayama - Wereldkampioen 350 cc 1977
- Yoshimi Katayama
- Gerrit ten Kate
- Daijiro Kato - Wereldkampioen 250 cc 2001
- Yoshomasa Kato
- Naoki Katoh
- Yoshiaki Katoh
- Heinz Kauert
- Hans Kaufmann
- Marc Kaufmann
- Ken Kavanagh
- Kieron Kavanagh
- Lachlan Kavney
- Meikon Kawakami
- Hiroyuki Kawasaki
- Frank Kay
- Ken Kay
- Tekkyu Kayo
- Krittapat Keankum
- Danny Keany
- Bob Keeler
- Dennis Keen
- Roy Keen
- Nico Kehrer
- Gordon Keith
- Hans Rüdi Keller
- Jakob Keller
- Robert Keller
- Rudolph Keller
- David Kellett
- Christian Kellner
- Peter Kellond
- Mick Kelly
- Sean Dylan Kelly
- Joel Kelso
- Brian Kemp
- Theo van Kempen
- Alain Kempener
- Leslie Kempster
- Alex Kenchington
- Les Kenny
- Kensen
- Danny Kent - Wereldkampioen Moto3 2015
- Jim Kentish
- Kyle Kentish
- Willi Kern
- Hartley Kerner
- Barry Kerr
- J. O. Kerrigan
- Fritz Kerschbaumer
- Frans Geurts van Kessel
- Henk van Kessel - Wereldkampioen 50 cc 1974
- Markku Kettola
- Roberto van Keulen
- Bob Kewley
- Dave Key
- Zulfahmi Khairuddin
- John Kiddie
- John Kidson
- Peter Kielty
- Edwin Kiff
- Endel Kiisa
- Hiroyuki Kikuchi
- Seigo Kikuchi
- Alistair King
- Basil King
- Kenneth King
- Robert King
- Rob Kings
- T. Kingston
- Matti Kinnunen
- Keiji Kinoshita
- Austin Kinsella
- Engelbert Kip
- Jaunlino Kirindongo
- Rick Kirk
- Ron Kirkham
- Tobias Kirmeier
- Mal Kirwan
- Tibor Kis
- Jorge Kissling
- Raúl Kissling
- Henk Kist
- Flemming Kistrup
- Chow Yan Kit
- Shosuke Kita
- Keiichi Kitagawa
- Moto Kitano
- Heinz Kittler
- Markku Kivi
- Akihiko Kiyohara
- Ryuichi Kiyonari
- Marianne Kjellmodin-Hansen
- Henk Klaassen
- Stefan Klabacher
- Jochen Klaffenböck
- Klaus Klaffenböck
- Fritz Kläger
- Stanislav Klatil
- Andreas Klaus
- Bert Kleimaier
- Claudius Klein
- Erich Klein
- Hagen Klein
- Hermann Klein
- Klaus Klein
- Lothar Klein
- Max Klein
- Karl-Heinz Kleis
- Johannes Klement
- Wolfgang Klenk
- Gerhard Klim
- Hans Klingebiel
- Gerold Klinger
- Dieter Klopfer
- Hans Klug
- Ewald Kluge
- Josef Knebel
- Peter Knees
- Rudolf Knees
- Bruno Kneubühler
- Gary Knight
- Ray Knight
- Frank Knights
- Piet Knijnenburg
- Rene Knoefler
- Kurt Knopf
- Horst Knopp
- Robert Knott
- William Knott
- Dick Knox
- David Knowles
- Dick Knox
- Masaru Kobayashi
- Reinhard Koberstein
- Oliver Koch
- Rudolf Koch
- Udo Kochanski
- John Kocinski - Wereldkampioen 250 cc 1990
- Abbey de Kock
- Maximilian Kofler
- Friedhelm Kohlar
- Bernd Köhler
- Oliver Köhlinger
- Baptist Kohlmann
- Kaarlo Koivuniemi
- Gert-Jan Kok
- Bruno Kölble
- Otto Kölle
- Peter Koller
- Axel Kölsch
- Akira Komuro
- Eric Kondo
- Yoshiteru Konishi
- Harry Konschock
- Aart van Kooij
- Martin Kooij
- Hans Koopman
- Martin Kooy
- Ton Kooyman
- Jaka Kopitar
- Ingo Köppe
- Kimmo Kopra
- Pentti Korhonen
- Risto Korhonen
- Seppo Korhonen
- Jakub Kornfeil
- Yoshinori Korogi
- Erkka Korpiaho
- Walter Koschine
- Haruo Koshino
- Kees Koster
- Reiner Koster
- Jirí Košt'ír
- Jan Kostwinder
- Yoshinori Kourogi
- Nikolett Kovács
- Tomoyoshi Koyama
- Katsuyoshi Kozono
- Decha Kraisart
- Jirí Král
- Anton Kralj
- Werner Kraus
- Wiggerl Kraus
- Mark van Kreij
- Julius Kremer - Wereldkampioen zijspan 1971
- Sebastian Kreuziger
- Heinz Kriwanek
- Otto Krmicek
- Josef Krnac
- Wim Kroegman
- Hans Kroismayr
- Karl Kronmüller
- Franz Kroon
- Kees van der Kruijs
- Randy Krummenacher
- Dieter Krumpholz
- Erhart Krumpholz
- Allen Krupa
- Stefan Kruse
- Meng Heng Kuan
- Kazuhiro Kubo
- Keminth Kubo
- Heinrich Kuchler
- Jakob Kuchler
- Manfred Kugler
- José Kuhn
- Matthew Kuhne
- Rudolf Kühnemund
- Fokko Kuiper
- Klaus Kull
- Yoshisada Kumagaya
- Sarath Kumar
- Masato Kumano
- Yuki Kunii
- Hiromichi Kunikawa
- Franz Kunz
- Rainer Kunz
- Rudolf Kunz
- Eeki Kuparinen
- Esko Kuparinen
- Hannu Kuparinen
- Kai Kuparinen
- Stefan Kurfiss
- Keisuke Kurihara
- Manfred Kürnsteiner
- Takehiko Kurokawa
- Rudi Kurth
- György Kurucz
- Johann Kußberger
- Ernst Kussin
- Jan Kuyt
- Hiroaki Kuzuhara
- Toshihisa Kuzuhara
- King Wong Kwong
- Esa Kytölä
- Mikko Kyyhkynen

## L
- Oscar La Ferla
- Teuvo Laakso
- Kari Laatikainen
- Ed LaBelle
- Otto Labitzke
- Roberto Lacalendola
- Régis Laconi
- Herbert Läderach
- Jean Lafond
- Henk van de Lagemaat
- Ryan van de Lagemaat
- Gijs Lagerweij
- Matthieu Lagrive
- Patrick Lagrive
- Horst Lahfeld
- Kari Lahtinen
- Fabrizio Lai
- Franz Laimböck
- Gordon Laing
- Patrick Lakerveld
- Gerard Lalanne
- Joseph Lama
- Claude Lambert
- Marie Lambert
- Ferruccio Lamborghini
- Raine Lampinen
- Jerry Lancaster
- Odd Arne Lände
- Neville Landrebe
- Ulrich Lang
- Thomas Lange
- Lars Langer
- Ron Langston
- Alan Langton
- Hervé Lansac
- Teuvo Länsivuori
- Jimmy Lanyon
- Lorenzo Lanzi
- Pascal Larratte
- Ingemar Larssen
- Roine Larsson
- Anseimo Lasaosa
- Dennis Lashmar
- Robin Lässer
- Giuseppe Lattanzi
- Fred Launchbury
- Benjamin Laurent
- Ray Laurent
- Roger Laurent
- Jukka Lauslehto
- Karl Lauterbach
- Carlos Lavado - Wereldkampioen 250 cc 1983, 1986
- Luis Lavado
- John Lavender
- Robert Lavér
- Eugene Laverty
- Michael Laverty
- René Lavigne
- Gregorio Lavilla
- Arthur Lavington
- Con Law
- Jim Law
- John Lawley
- Stan Lawley
- Luke Lawlor
- Arthur Lawn
- Luke Lawrence
- Andrew Lawson
- Cliff Lawson
- Eddie Lawson - Wereldkampioen 500 cc 1984, 1986, 1988, 1989
- Wilber Lawson
- Alan Lawton
- Sid Lawton
- Eddie Laycock
- José Lazo
- Eugenio Lazzarini - Wereldkampioen 50 cc 1979, 1980, 125 cc 1978
- Gwen Le Badezet
- Steven Le Coquen
- Sébastien Le Grelle
- Christian Le Liard
- Dave Leach
- Juan Leal
- Cesare Leali
- Grégory Leblanc
- Gérard Lebœuf
- Wilhelm Lecke
- Jean-Paul Lecointe
- Lionel Lecomte
- Gérard Lecorre
- Iker Lecuona
- Jean-François Lecureux
- Franz Lederer
- Brian Lee
- Derek Lee
- Reg Lee
- Han Leenheer
- Thomas van Leeuwen
- Wilhelm van Leeuwen
- William van Leeuwen
- Patrick Lefevre
- Grégory Lefort
- Mario Lega - Wereldkampioen 250 cc 1977
- Gerhard Lehmann
- Pentti Lehtelä
- Toivo Lehtinen
- Kurt Leibmann
- Beat Leibundgut
- George Leigh
- Blake Leigh-Smith
- Jackson Leigh-Smith
- Koos van Leijen
- Pertti Leinonen
- Andy Leisner
- Alfred Leissing
- José Leite
- Jochen Leitert
- Mike Leitner
- Peter Lemstra
- Péter Lénárt
- Jürgen Lenk
- Eduard Lenz
- Christian Léon
- Klaus Leonhardt
- Gianni Leoni
- Guido Leoni
- Vladimir Leonov
- Víctor León-Pacheco
- Taneli Lepo
- Jouko Leppänen
- Patrick Leruste
- Roy Leslie
- Franco Lessio
- Andreas Leuthe
- Jørgen Levinsen
- John Lewis
- Paul Lewis
- Bruno Leys
- Daniel Lhéraud
- Zheng Peng Li
- Fortunato Libanori
- Libero Liberati - Wereldkampioen 500 cc 1957
- Helmut Lichtenberg
- Kurt Liebmann
- Staffan Liebst
- Michael Liedl
- Olivier Liégeois
- Guy Ligier
- Jarno Lilitia
- Robert Lilley
- Lennart Lindell
- Peter Lindén
- Jack Lindh
- Hans Lindner
- Harry Lindsay
- Ray Lindsay
- Dan Linfoot
- Jürgen Lingg
- Gary Lingham
- Franz Linnarz
- Willy Lips
- Arnold Litjens
- Emile Litjens
- Joey Litjens
- Gianmaria Liverani
- Zdravko Ljeljak
- Amadeo Lladós
- José Maria Llobet
- Dave Lloyd
- Ivor Lloyd
- David Loach
- Derek Loan
- Andrea Locatelli
- Roberto Locatelli - Wereldkampioen 125 cc 2000
- Brian Lock
- Johnny Lockett
- Maurice Lockwood
- Paul Lodewijkx
- Jamie Lodge
- George Loft
- Siegfried Lohmann
- Livio Loi
- Claudio Loigo
- Patrick Loiseau
- Bill Lomas - Wereldkampioen 350 cc 1955, 1956
- Dino Lombardi
- Giovanni Lombardi
- Barrett Long
- John Long
- Lee Longden
- Pierre Longet
- Antoine Longo
- George Looijensteijn
- Peter Looijensteijn
- Alonso López
- Eduard López
- Javier Lopez
- Vittorio Lopez
- Luis Armando López Mateos
- Juan Manuel López Mella
- Clifton Lorentz
- Enrico Lorenzetti - Wereldkampioen 250 cc 1952
- Tommaso Lorenzetti
- Jorge Lorenzo - Wereldkampioen 250 cc 2006, 2007, MotoGP 2010, 2012, 2015
- Vasco Loro
- Raúl Loscos
- Karl Lottes
- Horst Lotz
- Mike Lougassi
- Tom Loughridge
- Hervé Louiset
- Theo Louwes
- Istvan Lovasi
- Maurice Low
- Harry Lowe
- Alex Lowes
- Sam Lowes
- Pedro Lozano
- Jean Luc
- Malcolm Lucas
- Marcellino Lucchi
- Marco Lucchinelli - Wereldkampioen 500 cc 1981
- Peter Lucock
- Manfred Ludwigkeit
- Lothar Luhr
- Bernard Lund
- Marty Lunde
- Lennart Lundgren
- Alexander Lundh
- Eilert Lundstedt
- Helmut Lünemann
- Luca Lunetta
- Manuel Luque
- Bruno Lüscher
- Chester Lusk
- Robert Lusk
- Mathieu Lussiana
- Yann Lussiana
- Claudio Lusuardi
- Heinz Lüthi
- Thomas Lüthi - Wereldkampioen 125 cc 2005
- Heinz Luthringshauser
- Hubert Luttenberg
- Urs Lüzi
- Earl Lynch
- Ernie Lyons
- Jean Lysight
- Colin Lyster

## M
- Gernot Maas
- Claudio Macciotta
- Gerald MacDonald
- Reg MacDonald
- Robert MacDonald
- Terry MacDonald
- Alex MacFadzean
- Javier Machado
- Kunio Machii
- Andy Machin
- Steve Machin
- Otto Machinek
- J. Mackay
- Reay Mackay
- Niall Mackenzie
- Tarran Mackenzie
- Taylor Mackenzie
- Bob MacLean
- Geoffrey Macrez
- Bill Maddrick
- Oliver Mädler
- Borja Maestro
- Iván Maestro
- Horacio Maffia
- Kevin Magee
- Renato Magi
- Cristian Magnani
- Laurent Magnenat
- Jean-Paul Magnoni
- Dino Magri
- Lucas Mahias
- Eberhard Mahler
- Pat Mahoney
- Günter Maier
- Siegfried Maier
- Willi Maier
- Roger Mailles
- Christian Maingret
- Maurice Maingret
- Herbert Mainka
- Marcel Maire
- Louis-Luc Maisto
- Romain Maitre
- Karel Majek
- Imrich Majoros
- Risto Makinen
- Kazahito Makiuchi
- Aizat Malik
- Stanislav Malina
- John Maloney
- Dakota Mamola
- Randy Mamola
- Tomomi Manako
- Adelmo Mandolini
- Giuseppe Mandolini
- Guido Mandracci
- Kevin Manfredi
- Anton Mang - Wereldkampioen 250 cc 1980, 1981, 1987, 350 cc 1981, 1982
- Thomas de Mange
- Ryszard Mankiewicz
- Mike Manley
- Steve Manley
- Trevor Manley
- Herbert Mann
- John Mann
- Christian Manna
- Manuel Manna
- Patrick Manning
- Reinhold Mannischef
- Steve Manship
- Giuseppe Mantelli
- Andrea Mantovani
- Stefano Manzi
- Alfeo Maramotti
- Fabio Marcaccini
- Getulio Marcasini
- Luigi Marcelli
- Juan Parés March
- Hugo Marchand
- Franco Marchegiani
- Marco Marchesani
- Dario Marchetti
- Giampaolo Marchetti
- Grino Marco
- Tommaso Marcon
- Luca Marconi
- John Marcotte
- Dietmar Marehardt
- Jarno van der Marel
- Angelo Marelli
- Carlo Marelli
- Carlos Marfetan
- Gregorio Mariani
- Jaime Mariano
- Álex Mariñelarena
- Luca Marini
- Florian Marino
- Manie Maritz
- Henk van der Mark
- Michael van der Mark
- Udo Mark
- Toby Markham
- Rudie Markink
- Peter Markwalder
- Stelio Marmaras
- Álex Márquez - Wereldkampioen Moto3 2014, Moto2 2019
- Marc Márquez - Wereldkampioen 125 cc 2010, Moto2 2012, MotoGP 2013, 2014, 2016, 2017, 2018, 2019
- Heinz Marquardt
- Bernard Marriner
- Javier Marsella
- Roger Marshall
- Gyula Marsovszky
- Andreas Martensson
- Adrián Martín
- Agnus Martin
- Chris Martin
- Chris Martin sr.
- Isaac Martín
- Jorge Martín - Wereldkampioen Moto3 2018, MotoGP 2024
- Keith Martin
- Léon Martin
- Manuel Martin
- Romeo de Martin
- Salvador Martín
- Steve Martin
- Hans-Josef Martinek
- Bernat Martínez
- Iván Martínez
- Jorge Martínez - Wereldkampioen 80 cc 1986, 1987, 1988, 125 cc 1988
- Gabriel Martínez-Ábrego
- Kazuki Masaki
- Alexis Masbou
- Marco Masetti
- Umberto Masetti - Wereldkampioen 500 cc 1950, 1952
- Jaume Masiá - Wereldkampioen Moto3 2023
- Sidney Mason
- Fritz Masserli
- Umberto Massetti
- Maurizio Massimiani
- Claudio Mastellari
- Shunkishi Masuda
- Marcel Masuy
- Jacky Matagne
- David Mateer
- Gerry Mateer
- Daniel Mateos
- Charlie Mates
- Harald Mathews
- Markku Matikainen
- Naoki Matsudo
- Kenmei Matsumoto
- Yoshimi Matsumoto
- Hironori Matsushima
- Takuma Matsuyama
- Massimo Matteoni
- Bob Matthews
- Jean-Michel Mattioli
- Giuseppe Matucci
- Zdravko Matulja
- Juan Enrique Maturana
- Charly Maubert
- Emanuele Maugliani
- Kurt Maul
- Luis Carlos Maurel
- Francesco Mauriello
- Dylan Mavin
- Jeff Mawby
- John Mawby
- Kevin Mawdsley
- Alois Maxwald
- Hans Maxwald
- Wayne Maxwell
- Dennis May
- Donald May
- Gary May
- Percy May
- André Mayenzet
- Alexander Mayer
- Dietmar Mayer
- Jiri Mayer
- Thomas Mayer
- David Mayne
- Sigfried Mayr
- Simone Mazzola
- Freddo Mazzoni
- Tony McAlpine
- Fraser McAninch
- Limer McCabe
- Cromie McCandless
- Kirk McCarthy
- Mark McCausland
- Tom McCleary
- Sam McClements
- Ian McConnachie
- William McCosh
- Garry McCoy
- Robert McCracken
- Ray McCullough
- Bob McCurry
- Noel McCutcheon
- Bob McDonald
- Reg McDonald
- Terry McDonald
- Rob McElnea
- Henry McEwan
- Tommy McEwans
- Peter McFayden
- Michael McGarrity
- Patsy McGarrity
- Andy McGladdery
- Fonsie McGovern
- Graeme McGregor
- Ian McGregor
- Ian McGuffie
- John McGuinness
- Tony McGurk
- Rob McIntosh
- Bob McIntyre
- John McKay
- Pete McKinley
- Kris McLaren
- John McLaughlin
- Donnie McLeod
- Tommy McLeod
- Eugene McManus
- H. McNicol
- John McPhee
- Eric McPherson
- John McPherson
- Michael McStay
- Jeremy McWilliams
- Ronald Mead
- Carlos Medeiros
- Alejandro Medina
- José Medrano
- Magilai Meganathan
- Hans Meier
- Markus Meier
- Willy Meier
- Karl Meierhans - Wereldkampioen zijspan 1979 (B2B)
- Herman Meijer
- Jean-Claude Meilland
- Andreas Meklau
- Mikael Melander
- Marco Melandri - Wereldkampioen 250 cc 2002
- Hans-Jürgen Melcher
- Oronzo Memola
- Pietro Mencaglia
- Fernando Mendes
- Emilio Mendogni
- John Meneely
- Omar Menghi
- Ivan Mengozzi
- David Menzies
- Fred Merkel
- Harald Merkl
- Ernesto Merlo
- Stéphane Mertens
- Ramón Mesa
- Massimo Messere
- Fritz Messerli
- Robert Messina
- Jed Metcher
- Thomas Metro
- Hannu Metsäranta
- Gerhard Mette
- Jochen Metzger
- Werner Metzger
- Frédéric Meunier
- Henry Meuwly
- Alois Meyer
- Daniel Meyer
- Fritz Meyer
- Hermann Meyer
- Herbert Meyers
- Pedro Mezerhane
- Alain Michel - Wereldkampioen zijspan 1990
- Alexis Michel
- Manuel Mickan
- David Micó
- Jack Middelburg
- Peter Middleton
- Armando Miele
- Guido Miele
- Cristiano Migliorati
- Walter Migliorati
- Andrea Migno
- Martin Mijwaart
- Boja Mikloš
- Tomáš Mikšovský
- Albino Milani
- Alfredo Milani
- Gilberto Milani
- Rossano Milani
- Salvatore Milano
- Ron Miles
- André Millard
- Stephen Millard
- Jean-Louis Millet
- Jack Miller
- R. Miller
- Sammy Miller
- Stan Miller
- Darren Milner
- Doug Milner
- Graham Milton
- Robin Milton
- Shigeyoshi Mimuro
- Soichiro Minamimoto
- John Mines
- Victorio Minguzzi
- Rolf Minhoff
- Siegfried Minich
- Ned Minihan
- Meik Kevin Minnerop
- Derek Minter
- Joan Mir - Wereldkampioen Moto3 2017, MotoGP 2020
- Javier Mira
- José Mira
- Julián Miralles
- Julián Miralles Rodríguez
- Ezio Mischiati
- Philippe Miserez
- Bob Mitchell
- Kevin Mitchell
- Scott Mitchell
- Akio Mitoma
- Mittermeier
- Hikaru Miyagi
- Ken Miyasaka
- Osamu Miyazaki
- Syd Mizen
- Eric Mizera
- Nayuta Mizuno
- Ryo Mizuno
- Masaru Mizutani
- Mat Mladin
- Wolfgang Möckel
- Jos Modder
- Malcolm Moffat
- Siegfried Möhringer
- Hervé Moineau
- Arie Molenaar
- Álvaro Molina
- Rhys Moller
- Thomas Moller-Pedersen
- Ginger Molloy
- Dave Molyneux
- Francesco Monaco
- Alberto Moncayo
- Claude Monchaud
- Giordano Mongardi
- Giuseppe Mongardi
- Georges Monneret
- Philippe Monneret
- Pierre Monneret
- Jean-François Monnin
- Salvatore Monreale
- Albert Montagne
- Alano Montanari
- Roger Montané
- José Monteiro
- Pedro Monteiro
- Yari Montella
- Joan Montero
- Geoff Monty
- Ruché Moodley
- David Moore
- Richard Moore
- Hervé Mora
- Sheridan Morais
- Carmelo Morales
- Tony Moran
- Carlos Morante
- Marek Morávek
- Franco Morbidelli - Wereldkampioen Moto2 2017
- Luigi Morciano
- Mauro Mordenti
- Diogo Moreira
- Limburg Moreira
- Luca Morelli
- Marco Morelli
- Iván Moreno
- Larry Moreno
- Christopher Moretti
- Riccardo Moretti
- George Morgan
- Kevin Morgan
- Helmut Morgenstern
- Arata Mori
- Shunya Mori
- Takahito Mori
- Masaki Morikane
- Adrien Morillas
- Jose Morillas
- Stuart Morin
- Isao Morishita
- Shogo Moriwaki
- Bernard Morle
- Sandro Moro
- Alessandro Morosi
- Andy Morris
- Brian Morrison
- George Morrison
- Benny Mortensen
- Chas Mortimer
- Derek Mortimer
- James Morton
- Brian Moses
- Pentti Moskari
- John Mossey
- Luke Mossey
- Akiyasu Motohashi
- Pascal Mottier
- Mustapha Moulay
- Albert Moule
- Steve Moynihan
- Ken Mudford
- C. Mugnari
- Hans Mühlebach
- Fritz Mühlemann
- Marie Mühlemann
- Lothar Mülbert
- Rudy Mulder
- Stuart Muldoon
- Leandro Mulet
- Robin Mulhauser
- Alan Mullee
- Roland Mullender
- Gerhard Müller
- Hans Müller
- Hartmut Müller
- Hermann Paul Müller - Wereldkampioen 250 cc 1955
- Jarno Müller
- Johannes Müller
- Peter Müller
- Pierre Muller
- Robert Müller
- Rolf Müller
- Thomas Müller
- Udo Müller
- Wolfgang Müller
- Frank Mumford
- William Mundy
- Daniel Muñoz
- David Muñoz
- E. Muñoz
- M. Muñoz
- Ian Munro
- Helmut Munz
- Wolfgang von Muralt
- Robert Mureşan
- Jean Murit
- Kenzo Muromachi
- Y. Muromachi
- Peter Murphy
- Tony Murphy
- Bernard Murray
- Kevin Murray
- Stephen Murray
- Maurizio Musco
- Stefano Musco
- Werner Musiol
- Carlo Musso
- Andrew Mustard
- Benoît Musy
- Herbert Myers

## N
- Dámaso Nácher
- Kuniomi Nagamatsu
- Tetsuta Nagashima
- Teppei Nagoe
- Takaaki Nakagami
- Hideyuki Nakajoh
- Minoru Nakamura
- Shinya Nakano
- Katsuyuki Nakasuga
- Shinichi Nakatomi
- Iori Namihira
- Kyoji Nanba
- Aldo Nannini
- Johan ten Napel
- Armando Narduzzi
- Godfrey Nash
- John Nash
- Trevor Nation
- Jean-Pierre Naudon
- Jorge Navarrete
- Jorge Navarro
- Laurent Naveau
- Mario Necchi
- Luka Nedog
- Naohiro Negishi
- James Neil
- Billie Nelson
- Balázs Németh
- Ken Nemoto
- Werner Nenning
- Stefano Nepa
- Armand Nerger
- Marino Neri
- Antonio Neto
- Matthias Neukirchen
- Lothar Neukirchner
- Max Neukirchner
- Engelbert Neumair
- Erich Neumair
- Armgard Neumann
- Markus Neumann
- Siegfried Neumann
- Loni Neußner
- Chris Neve
- Garth Neveling
- John Newbold
- Kim Newcombe
- Tom Newell
- Guy Newman
- Ian Newton
- Paolo Niccoli
- Pierre Nicholas
- Edward Nicholls
- Roger Nichols
- Nick Nicholson
- Rachel Nicotte
- Peter van Niel
- Børge Nielsen
- Harry Nieminen
- Alain Nies
- Charles Nies
- Jules Nies
- Klaus Nies
- Ángel Nieto - Wereldkampioen 50 cc 1969, 1970, 1972, 1975, 1976, 1977, 125 cc 1971, 1972, 1979, 1981, 1982, 1983, 1984
- Ángel Nieto jr.
- Fonsi Nieto
- Pablo Nieto
- Erwan Nigon
- Yvan Nigrowsky
- Pentti Niinivaara
- Adrie Nijenhuis
- Bert Nijland
- Jari Nikkanen
- Jarno Nikkanen
- Ossi Nikkinen
- Bogdan Nikolov
- José Luis Nión
- Roland Nilsson
- Ulf Nilsson
- Brian Nixon
- David Nixon
- Gary Nixon
- Shahrun Nizam
- Thierry Noblesse
- Alessandro Nocco
- Gary Noel
- Noeler
- Klaus Nöhles
- S. Nolan
- Wilhelm Noll - Wereldkampioen zijspan 1954, 1956
- Marcel Nooren
- Rob Noorlander
- Lars Nordström
- Shigeki Norikane
- Frank Norris
- Adam Norrodin
- Alan North
- George Northwood
- Shane Norval
- Max Nöthiger
- Andrew Notman
- Leigh Notman
- Roger Nott
- Gordon Nottingham
- Vicenzo Novella
- Jan Novotny
- Kenny Noyes
- Kohta Nozane
- Yukio Nukumi
- Noriyasu Numata
- André Nuno
- Pekka Nurmi
- Tauno Nurmi
- Les Nutt - Wereldkampioen zijspan 1952
- René Nydegger
- Olle Nygren

## O
- Markus Ober jr.
- Markus Ober sr.
- Manfred Obinger
- Phil O'Brien
- Tommaso Occhi
- Irvan Octavianus
- Jan-Olof Odeholm
- George O'Dell - Wereldkampioen zijspan 1977
- Steven Odendaal
- Jürgen Oelschläger
- Eric Offenstadt
- Hideyuki Ogata
- Per-Olov Ogeborn
- Scott Ogden
- Casey O'Gorman
- Ai Ogura - Wereldkampioen Moto2 2024
- Naoto Ogura
- Jason O'Halloran
- Ken Ohashi
- Yuki Ohgane
- Keiji Ohishi
- Adolf Ohligschläger
- Jun Ohnishi
- Emil Ohr
- Walter Ohrmann
- K. Ohta
- Kazuya Ohtani
- Seijin Oikawa
- Seppo Ojala
- Tadayuki Okada
- Toshiyuki Okamoto
- Shizuka Okazaki
- Hikari Okubo
- Hiroshi Okumura
- Mathieu Olagnon
- Rafael Olavarria
- Chris Oldfield
- Joan Olivé
- Miguel Oliveira
- Eric Oliver - Wereldkampioen zijspan 1949, 1950, 1951, 1953
- Ernie Oliver
- Richard Oliver
- Lucas Oliver Bultó
- Guy Olla
- Roberto Ollearo
- Håkan Olsson
- Roland Olsson
- Can Öncü
- Deniz Öncü
- Jacky Onda
- Brian O'Neill
- Ornella Ongaro
- Hiroki Ono
- Masafumi Ono
- Mokoto Ono
- Takayuki Onodera
- Bob Onslow
- Yuki Oogane
- Gijs Oosterbaan
- Bert Oosterhuis
- Oosterijk
- Herman Oosterloo
- Rudi Oosting
- Jan Oostwouder
- Jean-Philippe Orban
- Mark Ordridge
- Jehan d'Orgeix
- Raphaël Orinel
- Rob Orme
- Mike O'Rourke
- Noel Orr
- Unai Orradre
- David Ortega
- Ismael Ortega
- Pedro Ortega
- Josef Ortner
- Iván Ortolá
- Javier de Ortueta
- Nobuyuki Osaki
- Eddie O'Shea
- Kazuya Otani
- Peter Öttl
- Philipp Öttl
- Massimo Ottobre
- Tom Ouvrard
- Tony Ovens
- Josh Owens
- Sam Owens
- Horst Owesle - Wereldkampioen zijspan 1971
- Neil Oxley
- Werner Öxner
- Toshiaki Ozawa
- Josef Özelt

## P
- Brandon Paasch
- Timo Paavilainen
- Antoine Paba
- John Pace
- Guido Paci
- Guido Paciocca
- Pacy
- Clive Padgett
- Francisco Padró
- Martin Paetzold
- Alberto Pagani
- Nello Pagani - Wereldkampioen 125 cc 1949
- Carlo Paganini
- Germano Paganini
- Philippe Pagano
- Manuel Pagliani
- Lars Pahlsson
- Jorma Päivärinta
- Mile Pajic
- Tomas Palander
- Iván Palazzese
- Warren Palesy
- Terry Pallister
- Andrew Palmer
- Chris Palmer
- Nigel Palmer
- Philip Palmer
- Giovanni Palmieri
- Jaakko Palomäki
- Víctor Palomo
- Alessio Palumbo
- Leandro Panades
- Derryl Pandlebury
- Iwan Panizzi
- Gordon Pantall
- Angelo Pantellini
- Eddie Pantlin
- Eric Pantlin
- Marco Papa
- Dimitrios Papandreou
- Gustav Pape
- Oiva Papunen
- Arturo Paragues
- Alejandro Pardo
- Robert Parker
- Steve Parker
- Broc Parkes
- John Parkins
- Gilberto Parlotti
- José Parra
- Buddy Parriott
- Steve Parrish
- Ashley Len Parry
- Leonard Parry
- Tony Partridge
- Václav Parus
- Christian Parzer
- Johann Parzer
- Massimo Parziani
- Heinz Paschen
- Mattia Pasini
- Renzo Pasolini
- Raffaele Pasqual
- Jean-Louis Pasquier
- Jean-Paul Passet
- Fred Passmore
- George Paterson
- Steve Patrickson
- Alan Patterson
- Daniel Pauget
- Karl Paul
- Erik Bjorn Paulsen
- Terry Paviell
- Alojz Pavlic
- Milan Pawelec
- Khairul Idham Pawi
- Peter Pawson
- Marcus Payten
- Sauro Pazzaglia
- Andy Peach
- Harry Pearce
- James Pearson
- John Pearson
- Alan Peck
- Lucio Pedercini
- Thomas Pedersen
- Giulian Pedone
- P. Pedone
- Dani Pedrosa - Wereldkampioen 125 cc 2003, 250 cc 2004, 2005
- Ilari Pekkinen
- Sergio Pellandini
- Francesco Pellegrino
- Thierry Pelletant
- Giovanni Pelletier
- Hub Pellikaan
- Gioele Pellino
- Paul Pellisier
- Tapani Peltonen
- Darryl Pendlebury
- Massimo Pennacchioli
- Stefano Pennese
- Grenville Pennington
- Bill Penny
- Graham Penny
- José Peón
- John Pepper
- Gerald Perdon
- Joan Perelló
- Sebastián Perelló
- Joaquin Perera
- Damian Pereyra
- Andreas Perez
- Antonio Perez
- Diego Pérez
- Francisco Perez
- Jesús Pérez
- Mika Pérez
- Vicente Pérez
- Willy Pérez
- Andres Perez Rubio
- Chris Peris
- Juan Carlos Perkins
- Dominique Pernet
- Aldo Però
- Corentin Perolari
- Fabricio Perren
- Frank Perris
- Giovanni Perrone
- Valentín Perrone
- Len Perry
- Ronald Perry
- Oliver Perschke
- Bertil Persson
- Lars Persson
- Jiří Pertlíček
- Carlo Perugini
- Stefano Perugini
- Norbert Peschke
- Karel Pešek
- Lukáš Pešek
- Hans Pesl
- Martti Pesonen
- Jukka Petäjä
- Bill Petch
- Marc Petel
- Brian Peters
- Karl Peters
- Dave Petersen
- Emil Petersen
- Robbie Petersen
- Frédéric Petit
- Jimmy Petit
- Lorenzo Petrarca
- Marco Petrini
- Danilo Petrucci
- Oliver Petrucciani
- Bernhard Petruschke
- Ray Petty
- Werner Pfirter
- Vincent Philippe
- Mark Phillips
- Alex Phillis
- Tom Phillis - Wereldkampioen 125 cc 1961
- Jack Philpott
- Lenoxx Phommara
- Carlo Piazza
- Alberto Picca
- Antonio Piccioni
- Libero Piccirillo
- Luigi Piccirillo
- Ray Pickrell
- Eric Pickup
- Diego Pierluiggi
- Gert Pieper
- Diego Pierluigi
- Gianni Piero
- Roberto Pietri
- Robertino Pietri
- Lucio Pietroniro
- Roland Pike
- Paolo Pileri - Wereldkampioen 125 cc 1975
- Fabian Pilloud
- Raul Piloni
- John Pinckney
- Daniel Piñera
- Guido Pini
- Jim Pink
- Henry Pinnington
- Janez Pintar
- João Pinto
- Sergio Pinza
- Dick Pipes
- Ángel Piqueras
- André Pires
- Alistair Pirie
- Fabrizio Pirovano
- Michele Pirro
- Francesco Pisanelli
- Christian Pistoni
- Andrew Pitt
- Ernie Pitt
- Constant Pittet
- Maurice Pizzey
- Giuseppe Pizzocri
- Davide Pizzoli
- Jordi Planas
- Umberto Plebani
- Harry Plews
- Patrick Plisson
- Derek Plummer
- Ian Plumridge
- Patrick Plunkett
- Héctor Pochettino
- Gerard Poel
- Katja Poensgen
- Jim Poet
- Armando Poggi
- Manuel Poggiali - Wereldkampioen 125 cc 2001, 250 cc 2003
- André Pogolotti
- Timo Pohjola
- Gerhard Pohlers
- Georg Pohlmann
- Steve Pointer
- Chalermpol Polamai
- Aarón Polanco
- Nico Polane
- Christian Polard
- Doug Polen
- Peter Politiek
- Clive Pollington
- Arthur Pollitt
- Maurice de Polo
- Yves Polzer
- Amleto Pomesano
- Axel Pons
- Edgar Pons
- Miquel Pons
- Patrick Pons
- Sito Pons - Wereldkampioen 250 cc 1988, 1989
- Christophe Ponsson
- Armando Pontone
- Miroslav Popov
- Walter Popp
- Gyula Porkoláb
- Lindsay Porter
- R. Porter
- Richard Porter
- Ross Porter
- Robert Portman
- Sebastián Porto
- Sijbren Postma
- Dave Potter
- Mick Potter
- Franck Poulle
- Trevor Pound
- Michel Pourcelet
- Roy Pouw
- Laurence Povey
- Derek Powell
- Mick Poxon
- Doni Tata Pradita
- Miguel Praia
- Alan Prange
- Michal Prášek
- Dimas Ekky Pratama
- Carlo Prati
- Ian Pratt
- Stefan Prein
- Andreas Preining
- Aldeo Presciutti
- Peter Preston
- Vic Preston
- Rino Pretelli
- Norman Price
- Stanley Price
- Muriel Prigent
- Heinrich Thorn Prikker
- Kel Prince
- Nina Prinz
- Simon Prior
- Paolo Priori
- Brian Proctor
- René Progin
- Giovanni Proni
- Frédéric Protat
- Tarquinio Provini - Wereldkampioen 125 cc 1957, 250 cc 1958
- Bill Prowting
- Mark Prudence
- Herbert Prügl
- Martin Psotný
- Nandor Puhony
- Alberto Puig
- Patrik Pulkkinen
- Lee Pullan
- Randy de Puniet
- Rob Punt
- John Purnell
- Brian Purslow
- Fron Purslow
- George Purvis
- Fred Pusey
- Michel van Puyvelde
- Lorenzo Puzo

## Q
- Etienne Quartararo
- Fabio Quartararo - Wereldkampioen MotoGP 2021
- Máximo Quiles
- Maurice Quincey
- Ray Quincey
- Ricardo Quintanilla
- Eman Quirenz

## R
- Max Raab
- José Luis Rabadán
- Esteve Rabat - Wereldkampioen Moto2 2014
- Andreas Räcke
- Morgan Radberg
- Manuel Radbord
- Mario Rademeyer
- Didier de Radiguès
- Heinz Radomski
- Bill Rae
- James Rae
- Johnnie Rae
- Damien Raemy
- Jacques Raffeld
- Jesko Raffin
- Josef Ragginger
- Lennart Rägmo
- Kalevi Rahko
- Wayne Rainey - Wereldkampioen 500 cc 1990, 1991, 1992
- Teunis Ramaker
- José Antonio Ramirez
- José Ramón Ramírez
- Marcos Ramírez
- Ari Rämö
- Aldo Ramoli
- Paul Ramon
- Gabriel Ramos
- Román Ramos
- Callum Ramsay
- Gavin Ramsay
- Robert Ramsey
- Franco Randazzo
- Jüri Randla
- Barry Randle
- Norman Rank
- Michael Ranseder
- Herbert Ranson
- Humphrey Ranson
- Llewelyn Ranson
- Kasimir Rapczynski
- Thierry Rapicault
- Steve Rapp
- Cristophe Rastel
- Michel Rastel
- Mattia Rato
- Franz Rau
- Dirk Raudies - Wereldkampioen 125 cc 1993
- Marco Ravaioli
- Christian Ravel
- Didier Ravel
- Wally Rawlings
- Bradley Ray
- Lukáš Razek
- Gino Rea
- Jonathan Rea
- Geoff Read
- Martin Read
- Phil Read - Wereldkampioen 125 cc 1968, 250 cc 1964, 1965, 1968, 1971, 500 cc 1973, 1974
- Tom Read
- Karl Recktenwald
- Scott Redding
- Mark Reddington
- Fran Redfearn
- Fred Redfern
- Ken Redfern
- Jim Redman - Wereldkampioen 250 cc 1962, 1963, 350 cc 1962, 1963, 1964, 1965
- Jack Redmond
- Leen Reehorst
- George A. Reeve
- Loris Reggiani
- Bernard Regoni
- Hervé Regout
- Jochen Reichart
- Walter Reichert
- Andrew Reid
- Ben Reid
- Robert Reid
- Roy Reid
- Gustav Reiner
- René Reiner
- Werner Reinhard
- Winfried Reinhard
- Rudolf Reinhardt
- Dirk Reissmann
- János Reisz
- Markus Reiterberger
- Fritz Reitmaier
- Ivo Relvas
- Karl Remmert - Wereldkampioen zijspan 1955
- Janez Remše
- Martin Renfrey
- Randy Renfrow
- René Rénier
- Ron Reniers
- Elmar Renner
- Ralph Rensen
- Michel Renson
- Roland Rentzsch
- Géza Repitz
- Anssi Resko
- Luis Miguel Reyes
- Frank Reynolds
- Harry Reynolds
- John Reynolds
- Pere Riba
- Daniel Ribalta
- Gianni Ribuffo
- Fausto Ricci
- Melvyn Rice
- Ricky Rice
- Glen Richards
- Ian Richards
- Peter Richards
- Luigi Richetti
- Roger Richoz
- Ladislaus Richter
- Reiner Richter
- Rudi Richter
- Francisco Rico
- Ezio Ricotti
- Ben Ried
- Thomas Riedel
- Ernst Riedelbauch
- Iingo Riemer
- Volker Rieß
- Hubert Rigal
- M. Rigattieri
- Brent Rigoli
- Leonardus van Rijswijk
- Lous van Rijswijk
- Lous van Rijswijk jr.
- Gerard Rike
- Harold Riley
- Paul Rimmelzwaan
- Pierluigi Rimoldi
- Michael Ruben Rinaldi
- Luigi Rinaudo
- Ernie Ring
- Franco Ringhini
- John Ringwood
- Taru Rinne
- Álex Rins
- Ruben del Rio
- Atilio Riondato
- Alfredo Rios
- Matías Ríos
- Francisco Riquelme
- James Rispoli
- Bernard Ristorto
- Bob Ritchie
- Trevor Ritchie
- Herbert Rittberger
- Alwin Ritter
- Gerard Riu
- Gilles Riva
- Dani Rivas
- Gábor Rizmayer
- Gerald Robarts
- Tommy Robb
- Bill Roberton
- Adam Roberts
- Dun Roberts
- Eddie Roberts
- Joe Roberts
- Kenny Roberts - Wereldkampioen 500 cc 1978, 1979, 1980
- Kenny Roberts jr. - Wereldkampioen 500 cc 2000
- Kurtis Roberts
- Bill Robertson
- Philippe Robinet
- Donnie Robinson
- Dudley Robinson
- Graham Robinson
- Jamie Robinson
- John Robinson - Wereldkampioen zijspan 1965, 1966
- Mike Robinson
- Neil Robinson
- Paul Robinson
- Ron Robinson
- Roy Robinson
- Tom Robinson
- Tommy Robinson
- Jacques Roca
- Carlos Rocamora
- Massimo Roccoli
- Fred Roche
- Michael Roche
- Nick Roche
- Raymond Roche
- Christian Rochel
- George Rockett
- Johnny Rockett
- Tony Rodger
- Gabriel Rodrigo
- Aitor Rodríguez
- Ángel Rodríguez
- Felix Rodríguez
- Javier Rodríguez
- Josep Rodríguez
- Pedro Rodríguez
- Jan Roelofs
- Hafiza Rofa
- Alan Rogers
- Anthony Rogers
- Fraser Rogers
- Tony Rogers
- Jo Rogliardo
- August Rohsiepe
- Gianni Rolando
- Roberto Rolfo
- Nigel Rollason
- Jürgen Röller
- Alessandro Romagnoli
- Jean-Luc Romanens
- Doriano Romboni
- André Romein
- Ricky Romeri
- Antonio Ronchei
- Lothar Ronsdorf
- Jarno Ronzoni
- Benny Rood
- Wolfgang Rösch
- Graham Rose
- Elena Rosell
- Johnny Rosell
- Leif Rosell
- Heinrich Rosenbusch
- Pedro Rosenthal
- Jakob Rosenthaler
- Daniel Rosich
- Eckart Rösinger
- Ramdan Rosli
- Heinz Rosner
- Bernd Rossbach
- Daniele Rossi
- Graziano Rossi
- Louis Rossi
- Patrick Rossi
- Riccardo Rossi
- Renzo Rossi
- Seppo Rossi
- Valentino Rossi - Wereldkampioen 125 cc 1997, 250 cc 1999, 500 cc 2001, MotoGP 2002, 2003, 2004, 2005, 2008, 2009
- Alberto Rota
- André Roth
- Reinhold Roth
- Hans-Jürgen Rothbrust
- Kurt Rothenbühler
- Hansueli Rothermann
- Alain Röthlisberger
- Rolf Rott
- Rouge
- Michel Rougerie
- Jacob Roulstone
- Radomil Rous
- Fabien Rousseau
- Gilbert de Rover
- Bob Rowbottom
- Dane Rowe
- Mark Rowling
- Priem Rozenberg
- Georges Rozez
- Diego Ruabén
- Gaston Ruaben
- Wolfgang Rubel
- Marcos Ruda
- John Rudge
- Ron Rudge
- Fritz Rudolf
- Michael Rudroff
- José Antonio Rueda
- Gottfried Rüfenacht
- H. Ruff
- Bruno Ruffo - Wereldkampioen 125 cc 1950, 250 cc 1949, 1951
- Jean-Philippe Ruggia
- Karl Rührschneck
- Gabriele Ruiu
- Daniel Ruiz
- Roger Ruiz
- Yeray Ruiz
- Walter Rüngg
- Roberto Ruosi
- Derek Russell
- Gordon Russell
- Scott Russell
- Ricardo Russo
- Riccardo Russo
- Hasse Rutgersson
- Frank Rutherford
- Len Rutherford
- Frank Rutter
- Michael Rutter
- Tony Rutter
- Peter Rutterford - Wereldkampioen zijspan 1971
- Peter Rüttjeroth
- Brendan Ryan
- Wayne Ryan
- Kyle Ryde
- Jouko Ryhänen
- Peter Rykers
- Terry Rymer
- Akira Ryo

## S
- Jarno Saarinen - Wereldkampioen 250 cc 1972
- Éric Sabatier
- Gennaro Sabatino
- Ricardo Sabbadini
- Max Sabbatani
- Daniel Sáez
- Daniel Sáez
- José Saez
- Ezio Saffioti
- Yasir Said
- Óscar Sainz
- Akira Saito
- Daisaku Sakai
- Kazuto Sakata - Wereldkampioen 125 cc 1994, 1998
- Jussi Saksa
- Guido Sala
- Filip Salač
- Eduardo Salatino
- Juan Carlos Salatino
- Peter Sales
- Gerry Salim
- Mark Salle
- Patrick Salles
- Vinicio Salmi
- David Salom
- Luis Salom
- Sakari Salomaa
- Matti Salonen
- Pentti Salonen
- G. Salsi
- Charlie Salt
- George Salt
- David Salvador
- Luca Salvadori
- Jaime Samaranch
- Karaber Samardjian
- Pierre-Etienne Samin
- Claes-Göran Samuelsson
- Carlos de San Antonio
- Charlie Sanby
- Andres Sánchez
- Antonio Sanchez
- David Sanchez
- David Sanchis
- Simone Sancioni
- Erich Sanders
- Cecil Sandford - Wereldkampioen 125 cc 1952, 250 cc 1957
- Federico Sandi
- Simon Sandys-Winsch
- Simone Sanna
- Christopher Sansome
- Brian Sapsford
- Josep Sardá
- Christian Sarron - Wereldkampioen 250 cc 1984
- Dominique Sarron
- Renato Sartori
- Ayumu Sasaki
- Roberto Sassone
- Rei Sato
- Shinya Sato
- Soichiro Satoh
- Yukio Satoh
- Matti Satukangas
- Eric Saul
- Ian Saunders
- Jack Saunders
- Ivar Sauter
- Rainer Sauter
- Lorenzo Savadori
- Benjamin Savoye
- Gerry Saward
- Andrew Sawford
- Steve Sawford
- Jeff Sayle
- Murray Sayle
- Vincenzo Sblendorio
- Marc Antoine Scaccia
- Gianluigi Scalvini
- Sébastien Scarnato
- Luca Scassa
- Vittorio Scatola
- Alexander Schaden
- Heinz Schäfer
- Bernhard Schappacher
- Georg Scharl
- Siegfried Schauzu
- Hans-Joachim Scheel
- Cees Scheepens
- Fritz Scheidegger - Wereldkampioen zijspan 1965, 1966
- Rolf Scheider
- Reiner Scheidhauer
- Willi Scheidhauer
- Karl-Heinz Scheifel
- Walter Scheimann
- Fred Schenkenberger
- Karl Scheurer
- Rick Schell
- Bernd Scherer
- Horst Scherer
- Norbert Scherer
- Herman Scherpen
- Luigi Schiavone
- Bernhard Schick
- Hans Schieferecke
- Herbert Schieferecke
- Helmut Schilling
- Josef Schillinger
- Hartmut Schimanski
- Günter Schirnhofer
- Richard Schlachter
- Peter Schleef
- Markus Schlosser
- Patrick Schmalz
- Rudolf Schmälzle
- Nicholas Schmassman
- Heinz Schmid
- Hermann Schmid
- Jochen Schmid
- Michael Schmid
- Otto Schmid
- Rolf Schmid
- Adrian Schmidt
- Alfred Schmidt
- Bodo Schmidt
- Hans Schmidt
- Werner Schmied
- Erich Schmitz
- Toni Schmitz
- Adolf Schneider
- Bert Schneider
- Horst Schneider
- Marcel Schneider
- Michael Schneider
- Walter Schneider - Wereldkampioen zijspan 1958, 1959
- Roland Schnell
- Bernard Schnieders - Wereldkampioen zijspan 1984, 1985, 1986
- Hans Schöfer
- Harold Scholes
- Jörg Schöllhorn
- Reinhard Scholtis
- Friedel Schön
- Hans Schöne
- Egon Schons
- Horst Schons
- F. Schopf
- Jacques Schot
- Bryan Schouten
- Marc Schouten
- Martin Schouten
- Raymond Schouten
- Heinz Schreiber
- Philippe Schreyer
- Günter Schrinhofer
- Thomas Schröder
- Peter Schrötges
- Marcel Schrötter
- Norbert Schüller
- Michael Schulten
- Ronan Schulz
- Richard Schulze
- Ivan Schumann
- Jos Schurgers
- Fred Schürtenberger
- Oliver Schuster
- Roland Schuster
- Andreas Schütz
- Helmut Schutz
- Alfred Schwander
- Kevin Schwantz - Wereldkampioen 500 cc 1993
- Wolfgang Schwarz
- Werner Schwärzel - Wereldkampioen zijspan 1982
- Gottlieb Schweikardt
- Egid Schwemmer
- Rod Scivyer
- Bryan Scobie
- Elio Scopigno
- Alan Scott
- Candice Scott
- Gary Scott
- George Scott
- Glenn Scott
- Guy Scott
- James Scott
- James Scott
- Keith Scott
- Oliver Scott
- Peter Scott
- Richard Scott
- Barry Scully
- Brian Scully
- Peter Sebestyén
- Fritz Seeber
- Horst Seel
- Jörg Seel
- Colin Seeley
- Pascal Seguela
- Hans Seib
- Horst Seidl
- Bohuslav Seifert
- Taro Sekiguchi
- Gert Selbmann
- Jean-Claude Selini
- Petar Seljak
- Lukáš Šembera
- Michal Šembera
- Tamaki Serizawa
- Ramon Serrer
- Massimo Servadio
- Stan Setaro
- Brian Setchell
- Nikolaj Sevast'ânov
- Ralph Seymour
- John Shacklady
- Azlan Shah
- Danial Shahril
- Jack Shannon
- Graham Sharp
- William Sharp
- Martyn Sharpe
- Alf Shaw
- Raymond Shaw
- Yanni Shaw
- Barry Sheene - Wereldkampioen 500 cc 1976, 1977
- Adrian Shelley
- David Shepard
- Alan Shepherd
- Eric-Morley Shepherd
- Terry Shepherd
- Peter Sheppard
- Pat Sheridan
- Franz Shermer
- V. Sherriffs
- Robin Sherry
- Yasuho Shigeno
- Susumu Shimada
- Masato Shima
- Sadao Shimazaki
- Masahiro Shimizu
- Takao Shimizu
- Sasuke Shinozaki
- Toshinobu Shiomori
- Bubba Shobert
- Dan Shorey
- Frank Shortt
- Roger Sibille
- Douglas Sides
- Tobias Siegert
- Berthold Sieler
- Jo Siffert
- Matti Sigvart
- Iván Silva
- Heinz Simantke
- Michel Simeon
- Xavier Siméon
- John Simister
- Brett Simmonds
- Dave Simmonds - Wereldkampioen 125 cc 1969
- John Simmonds
- Gavin Simmons - Wereldkampioen zijspan 1988, 1991
- Roy Simmons
- Julián Simón - Wereldkampioen 125 cc 2009
- Marco Simoncelli - Wereldkampioen 250 cc 2008
- Fred Simone
- Lodewijk Simons
- Johnny Simonsson
- Bill Simpson
- George Simpson
- Jack Simpson
- Leo Simpson
- Olly Simpson
- Ray Simpson
- Roy Simpson
- Tony Sims
- Gerhard Singer
- Gianfranco Singer
- Graham Singer
- Dale Singleton
- Steve Sinnott
- Edoardo Sintoni
- Álex Sirera
- Enrique Sirera
- Jorge Sirera
- Massimo Sirianni
- R. Siriwardena
- Arthur Sissis
- Peter Sjöström
- Mick Skeels
- Rory Skinner
- Lars Skjelfoss
- Peter Sköld
- Anders Skov
- Pavel Slavíček
- Antonin Slegl
- Aaron Slight
- Des Sloan
- Stefan Slootjes
- Bengt Slydal
- Beni Slydal
- Fred Smart
- Midge Smart
- Paul Smart
- Scott Smart
- Hans Smees
- Bert Smit
- Cees Smit
- Harry Smit
- Jan Smit
- Anthony Smith
- Barry Smith
- Bill Smith
- Bob Smith
- Bradley Smith
- Brian Smith
- Cyril Smith - Wereldkampioen zijspan 1952
- David Smith
- Don Smith
- Douglas Smith
- Graham Smith
- John Smith
- Kyle Smith
- Neil Smith
- Phillip Smith
- Roy Smith
- Shane Smith
- Shaun Smith
- William A. Smith
- Jakub Smrž
- Matej Smrž
- Michal Sobán
- Martin van Soest
- Kenan Sofuoğlu
- Sinan Sofuoğlu
- Ivan Šola
- Kjell Solberg
- Manuel Soler
- Xavier Soler
- John Somers
- Joshua Sommer
- Walter Sommer
- Hans Sommerhalder
- Martinus van Son
- Carlo Sonaglia
- Chee Kieong Soong
- Emilio Soprani
- Chuck Sorensen
- Kjeld Sorensen
- Sven Sørensen
- Victor Soussan
- Shane Soutar
- Hans Spaan
- Otello Spadoni
- Bruno Spaggiari
- Bruno Sparza
- Ray Spence
- W.H. Spence
- Freddie Spencer - Wereldkampioen 250 cc 1985, 500 cc 1983, 1985
- Steve Spencer
- Phil Spendlove
- Lothar Spiegler
- Ben Spies
- Nicholas Spinelli
- Werner Spinnler
- Fabio Spiranelli
- Adrian Spooner
- Albert Spooner
- Steve Spray
- Klaus Sprengel
- Siegfried Springenberg
- Martin Sraj
- Drazen Srdoc
- František Srna
- Marian Srna
- Hans Stadelmann
- Adolf Stadler
- Thomas Stadler
- Harry Stafford
- Andreas Stäger
- Werner Stahl
- Rolf Stahle
- Benedikt Stähli
- Rollie Stallard
- Heinrich Stamm
- André Stamsnijder
- Jannie Stander
- Dragan Stanković
- John Stanley
- Mark Stanley
- Malcolm Stanton
- Ian Stapleton
- Bryan Staring
- Leo Starr
- Jean-Marie Stas
- Bohumil Staša
- Bohumil Staša jr.
- František Šťastný
- Bob Steele
- Trevor Steele
- Brian Steenson
- Janez Stefanec
- Janko-Florijan Štefe
- Franz Steidel
- Bernd Steif
- Jürgen Steiner
- Max Steiner
- Rolf Steinhausen - Wereldkampioen zijspan 1975, 1976
- Hans Steinhögl
- Jos van Stekelenburg
- Henk Steman
- Olaf Sten
- Joakim Stensmö
- Wolfgang Stephan
- Harry Stephen
- James Stephens
- Karin Sterzenbach
- Cyril Stevens
- Fred Stevens
- Richard Stevens
- Thomas Stevens
- David Stevenson
- Vagn Stevnhoved
- Graham Steward
- Alan Stewart
- Norman Stewart
- Robbie Stewart
- W. Stewart
- Bertrand Stey
- Eddie Stidolph
- Maik Stief
- Johan Stigefelt
- Davide Stirpe
- Clive Stirrat
- Michael Stöckel
- Peter Stocksiefen
- Maurizio Stocco
- Ferry Stoffer
- Inge Stoll
- Edi Stöllinger
- Reinhard Stolz
- Fritz Stölze
- Hubert Stölze
- Nigel Stone
- Casey Stoner - Wereldkampioen MotoGP 2007, 2011
- Roger Stopford
- Bruno Stopp
- Barrie Stormont
- Chris Stormont
- John Storr
- William Storr
- Kevin Stowe
- Reinhard Strack
- Bo Strandell
- Hans Strauß - Wereldkampioen zijspan 1958, 1959
- Anton Straver
- P. Streicher
- Egbert Streuer - Wereldkampioen zijspan 1984, 1985, 1986
- Tony Strevens
- Jan Strijbis
- Gerrit Strikker
- Michal Stripacuk
- Wolfgang Stropek
- Andrew Stroud
- Tom Stuart
- Edgar Strub
- William Strugnell
- Rong Zai Su
- Rafid Topan Sucipto
- Yoshiyuki Sugai
- Shinichi Sugaya
- Veikko Sulasaari
- Mike Sullivan
- Sadahito Suma
- Yoshikazu Sunako
- Anders Sundberg
- Alberto Surra
- John Surtees - Wereldkampioen 350 cc 1958, 1959, 1960, 500 cc 1956, 1958, 1959, 1960
- Roger Sutcliffe
- Eskil Suter
- Giichi Suzuki
- Junzo Suzuki
- Seiichi Suzuki
- Tatsuki Suzuki
- Johan Svaerdgren
- Hans Svensson
- Johnny Svensson
- Ulf Svensson
- Brian Swales
- Ken Swallow
- Ray Swann
- Jim Swarbrick
- Casper Swart
- Ralph Swegan
- Hafizh Syahrin
- Brett Symonds
- Attila Szabo
- János Szabó
- László Szabó
- Kevin Szalai

## T
- Giuliano Tabanelli
- Jules Tacheny
- Brian Taggart
- Nico Tagli
- Masumitsu Taguchi
- Julian Tailford
- Tadahiko Taira
- Percy Tait
- Koji Takada
- Kohki Takahashi
- Kunimitsu Takahashi
- Takumi Takahashi
- Yasuaki Takahashi
- Yuki Takahashi
- Ikujiro Takai
- Kazuhiro Takao
- Hiroo Takemura
- Kunio Takeshima
- Michael Tall
- Thomas Tallevi
- Gábor Talmácsi - Wereldkampioen 125 cc 2007
- Gergő Talmácsi
- Walter Talmon-Groß
- Makoto Tamada
- Roberto Tamburini
- Keiji Tamura
- Akio Tanaka
- Kenjiro Tanaka
- Teisuke Tanaka
- Yau Chuen Tang
- Cédric Tangre
- Naomi Taniguchi
- Geoffrey Tanner
- Peter Taplin
- Davide Tardozzi
- Mattia Tarozzi
- Claus Tarum
- Manuel Tatasciore
- Carlos Tatay
- Joe Tate
- Jeff Tate
- Raúl Tausani
- Luigi Taveri - Wereldkampioen 125 cc 1962, 1964, 1966
- Chris Taylor
- Frank Taylor
- Jay Taylor
- Jock Taylor - Wereldkampioen zijspan 1980
- Joel Taylor
- John Taylor
- Len Taylor
- Taz Taylor
- Terence Taylor
- Thierry Tchernine
- Pierre-Louis Tebec
- Alan Techer
- Les Tedder
- Felisberto Teixeira
- Malcolm Templeton
- Angelo Tenconi
- Michael Teniswood
- Jorge Terengo
- Nicolás Terol - Wereldkampioen 125 cc 2011
- Yusuke Teshima
- Paolo Tessari
- Arnulf Teuchert
- Edouard Texidor
- Miguel Tey
- Rudi Thalhammer
- Ernst Theuer
- Heinz Thevissen
- Rolf Thiele
- Rolf Thiemig
- Kevin Thobois
- Ernie Thomas
- Gary Thomas
- Jeff Thomas
- Patrick Thomas
- Richard Thomas
- Jim Thompsett
- Andrew Thompson
- Barry Thompson
- Cath Thompson
- Colin Thompson
- Dick Thomson
- Heinrich Thorn-Prikker
- John Thornton
- Miles Thornton
- Tom Thorp
- Gerhard Thurow
- Kenny Tibble
- Yohann Tiberio
- Don Tickle
- Derek Tierney
- Ken Tilley
- Joe Tillman
- Ronnie Timmer
- Theo Timmer
- Rod Tingate
- Paul Tinker
- Gordon Tinkler
- Arturo Tizón
- Kaito Toba
- Pierre Tocco
- Arne Tode
- Alexander Todorov
- Aalt Toersen
- Jean-Marc Toffolo
- Daniela Tognoli
- Masaki Tokudome
- Álex Toledo
- Bernie Toleman
- Marcos Cativa Tolos
- David Tomás
- Maurice Tombs
- Trevor Tombs
- Eraldo Tomé
- Ricardo Tomé
- Mladen Tomic
- Hideshi Tomita
- Shoya Tomizawa
- Dudley Tomlinson
- Pete Tomlinson
- Veng Kit Tong
- Steve Tonkin
- Claudio Tonnini
- Alessandro Tonucci
- Tom Toparis
- Armando Toracca
- René del Torchio
- Paolo Tordi
- Luigi Torelli
- Ricardo Tormo - Wereldkampioen 50 cc 1978, 1981
- Antonio Torralba
- Ramón Torras
- J. Torrent
- Jordi Torres - Wereldkampioen MotoE 2020, 2021
- Steven Torresi
- Herri Torrontegui
- Walter Tortoroglio
- James Toseland
- Alois Tost
- Ken Tostevin
- Imre Tóth
- Yves le Tourmelin
- Jean-Louis Tournadre - Wereldkampioen 250 cc 1982
- Andrea Toušková
- Marcel Toussaint
- Cristian Trabalon
- Franco Trabalzini
- Ernst Trachsel
- Ray Travers
- Marco Tresoldi
- Gerhard Treusch
- Mike Trimby
- Rick Tripodi
- Jupp Tröblinger
- Tonny Troeyen
- Iván Troisi
- Marian Troliga
- Yvan Trolliet
- Guy Troncarelli
- Dennis Trollope
- Troncarelli
- Martin Trösch
- Alan Trow
- Karl Truchsess
- S. Tsalikis
- Xaver Tschannen
- Ivan Tschudin
- Takuya Tsuda
- Satoshi Tsujimoto
- Takeshi Tsujimura
- Ken Tully
- Lukas Tulovic
- Mateo Túnez
- Bernd Tüngethal
- Tom Tunstall
- Ray Turkington
- Gerry Turner
- Harry Turner
- Keith Turner
- Kristian Lee Turner
- Tony Turner
- Bill Turrington
- Dave Tutty
- Pere Tutusaus
- Niki Tuuli
- Neil Tuxworth
- Corrado Tuzii

## U
- Carlo Ubbiali - Wereldkampioen 125 cc 1951, 1955, 1956, 1958, 1959, 1960, 250 cc 1956, 1959, 1960
- Tsutomu Udagawa
- Robin Udall
- Noboru Ueda
- Katsuji Uezu
- Hideaki Ueno
- Ludwig Uhlig
- Youichi Ui
- Tohru Ukawa
- Franco Uncini - Wereldkampioen 500 cc 1982
- Brett Underwood
- Hisashi Unemoto
- Patrick Unger
- Phillip Unhola
- Jakob Unterladstätter
- Karl Untersteggaber
- Malcolm Uphill
- Naomichi Uramoto
- Marcos Uriarte

## V
- Larry Vacondio
- Rob Vader
- Dino Valbonesi
- Orlando Valdinoci
- Michele Valdo
- Michel Valentin
- Alessandro Valesi
- Gerard Vallée
- Aart Valster
- Stefano Valtulini
- Frans Vanderschrick
- Michel Vanneste
- Serge Vanneste
- Claudio Vanzetta
- Tibor Varga
- Jack Varlow
- Miroslav Vasicek
- Lukáš Vavrečka
- Efrén Vázquez
- Paul Veazey
- Bruno Vecchioni
- Jan van Veen
- Wietse Veenstra
- Drikus Veer
- Jan Veer
- Aldo Veglio
- Bruno Veigel
- Collin Veijer
- Roland Veil
- Thierry van der Veken
- Jean-Marc Velay
- Gerrit Veldink
- Renato Velludo
- Mike Velthuijzen
- Jo van der Ven
- Barry Veneman
- Antero Ventoniemi
- Remo Venturi
- Karl Venus
- Petar Verbic
- Luca Verdini
- Jean-Louis Vergnais
- Chris Vermeulen
- Denis Vernet
- Albert Vertriest
- Alphonse Vervroegen
- Pierrot Vervroegen
- Jan Verwey
- Heiner Vester
- Juhani Vesterinen
- Enzo Vezzalini
- Ernesto Vidal
- Jerónimo Vidal
- Henri Vidonne
- Xavi Vierge
- Cristiano Vieira
- Manuel Vieira
- Celestino Vietti
- Hugo Vignetti
- Roberto Vigorito
- Christmas Vilairoj
- Francesco Villa
- Walter Villa - Wereldkampioen 250 cc 1974, 1975, 1976, 350 cc 1976
- Raúl Villaveiran
- Fabián Villaverlran
- Ivan Villimi
- Isaac Viñales
- Maverick Viñales - Wereldkampioen Moto3 2013
- Leo Vinatzer
- Arnaud Vincent - Wereldkampioen 125 cc 2002
- Chris Vincent
- Jason Vincent
- Terry Vinicombe
- Marie-Paul Violland
- Tapio Virtanen
- Ivan Višak
- Giuseppe Visenzi
- Arno Visscher
- Luca Vitali
- Maurizio Vitali
- Aleix Viu
- Pierre Viura
- Nico Vivarelli
- Jason van Vliet
- Siegfried Vogel
- Walter Vogel
- André Vögeli
- Joop Vogelzang
- Detlef Vogt
- Gerhard Vogt
- Hermann Vogt
- Harry Voice
- Harrison Voight
- Frank Voigt
- Holger Voigt
- Henrik Voit
- Bernd Völkel
- Dietmar Völmle
- Helmut Volzwinkler
- H. Vontobel
- Arie Vos
- Patrik Vostárek
- Jan de Vries - Wereldkampioen 50 cc 1971, 1973
- Henk de Vries
- Charles Vroegop
- Jonathan van Vuuren

## W
- Patrick van de Waarsenburg
- Kinya Wada
- Masahiro Wada
- Jeff Wade
- Ivan Wagar
- Aiden Wagner
- Frank Wagner
- Gerhard Wagner
- Kevin Wahr
- Alfred Waibel
- Gerhard Waibel
- Matt Wait
- Nobuyuki Wakai
- Rei Wakamatsu
- Toshihiro Wakayama
- Tony Wakefield
- Piet van der Wal
- Ralf Waldmann
- Johnny Wales
- Chris Walker
- Danny Walker
- Ernest Walker
- Geoff Walker
- Roy Walker
- Tom Walker
- Fred Wallis
- Brian Walmsley
- Chris Walpole
- Abe Walsh
- Brian Walsh
- Linda Walsh
- William Walsh
- Ernst Walther
- Thomas Walther
- Kurt Waltisperg - Wereldkampioen zijspan 1979 (B2A), 1981, 1983, 1992, 1993, 1994
- Fred Walton
- William Walton
- Zhu Wang
- Brian Warburton
- Anthony Ward
- Carl Ward
- Charles Ward
- Charlie Ward
- Dick Ward
- Edward Ward
- Lewis Ward
- Monty Ward
- Bob Ware
- Łukasz Wargala
- Graham Waring
- John Waring
- Thitipong Warokorn
- Kjeil Warz
- Sture Wass
- Hyuga Watanabe
- Kazuki Watanabe
- Kazuma Watanabe
- Tom Waterer
- Jon Waters
- Joshua Waters
- Don Watson
- Alan Watts
- Andy Watts
- Charlie Watts
- Ralph Watts
- Frederik Watz
- Danny Webb
- J. Webb
- Mike Webb
- Edouard Weber
- Friedhelm Weber
- Bill Webster
- Bob Webster
- Kevin Webster
- Steve Webster - Wereldkampioen zijspan 1987, 1988, 1989, 1991
- John Weeden
- Simon Weeks
- Richard Wegener
- Edwin Weibel
- Franz Weidacher
- Lance Weil
- Manfred Weingartner
- Walfried Weingartner
- Helmut Weiser
- Benjamin Weiss
- Ernst Weiss
- Rudolf Weiss
- Les Wells
- Wilhelm Werner
- Gernot Weser
- Jason Wessels
- Anthony West
- Jock West
- James Westmoreland
- Kris Weston
- Robert Weston
- John Wetherall
- Bill Wetzel
- Henk de Wever
- Joshua Whatley
- Arthur Wheeler
- Paul Whitaker
- Willie White
- Stephen Whitehouse
- Scott Whiteside
- Ted Whiteside
- Frank Whiteway
- James Whitham
- Martin Whitney
- Martin Whittington
- Andrew Whittley
- David Whitworth
- Hansueli Wickli
- Johnny Wickström
- Per-Erik Wickström
- Henri Widonne
- H. Wieland
- Max Wiener
- Hans Wieser
- Ralph Wijesinghe
- Jack Wijns
- Ratthapark Wilairot
- Bennie Wilbers
- Michael Wild
- Norbert Wild
- Dave Wildman
- Ian Wilford
- John Wilkinson
- Jack Wilks
- Charles Williams
- Charlie Williams
- David Williams
- Don Williams
- Glenn Williams
- Harvey Williams
- John Williams
- Keith Williams
- Kenneth Williams - Wereldkampioen zijspan 1978
- Len Williams
- Leonard Williams
- Peter Williams
- Scott Williams
- Steve Williams
- Trevor Williams
- John Williamson
- Robin Williamson
- Stanley Williamson
- G. Willi
- Warren Willing
- Ken Willis
- Mark Willis
- Sid Willis
- Georg Willmann
- Tony Wilmott
- Vic Willoughby
- Andrew Willy
- Willie Wilshere
- Wilson
- Mike Wilson
- Ron Wilson
- Martin Wimmer
- Walter Winkler
- Harry Winter
- Toni Wirsing
- Willy Wirth
- Hans Wirz
- Christian Wirth
- Pat Wise
- Louis With
- Mac Witherspoon
- Ray Wittich
- Alexander Witting
- Michael Witzender
- Andreas Woditsch
- Gerrit von Woedkte
- Harald Wohlfahrt
- Alfred Wohlgemuth - Wereldkampioen zijspan 1960
- August Wolf
- Desmond Wolff
- Johann Wolfsteiner
- Apiwat Wongthananon
- Gerald Wood
- Graham Wood
- Jackie Wood
- Russell Wood
- Tommy Wood
- Tony Wood
- Doug Woodhouse
- Roy Woodhouse
- Barry Woodland
- John Woodley
- Anthony Woodman
- Derek Woodman
- J. Woods
- Stan Woods
- Ashley Wooller
- Mick Woollett
- Peter Woollett
- Alfred Worel
- Roland Worrall
- Frank Wrathall
- Kevin Wrettom
- Des Wright
- Joe Wright
- Marvin Wright
- Noel Wright
- Steve Wright
- Tony Wright
- Claus Wulff
- Erich Wünsche
- Siegfried Wünsche
- Andrè Wuyts
- Tom Wycherley
- Mick Wynn
- Kilian Wyssen
- Tony Wyssen

## X
- Rubén Xaus
- Jin Xiao

## Y
- Yuma Yahagi
- Kazuja Yamada
- Sena Yamada
- Hiroyuki Yamagishi
- Tatsuya Yamaguchi
- Yosuke Yamakawa
- Takayoshi Yamamoto
- Takehiro Yamamoto
- Hisashi Yamana
- Ryusei Yamanaka
- Gosuke Yamashita
- Isao Yamashita
- Kazuaki Yamashita
- Morisuka Yamashita
- Fuyuki Yamazaki
- Akira Yanagawa
- Yuuichi Yanagisawa
- Takashi Yasuda
- Aaron Yates
- Shunji Yatsushiro
- Ian Yeates
- Malcolm Yeo
- Ryuji Yokoe
- Toshimi Yorino
- Kenichi Yoshida
- Wataru Yoshikawa
- Ben Young
- Blake Young
- Graham Young
- Lewis Young
- Paul Young
- Nobuyuki Yunoki
- Makar Yurchenko
- Yasuharu Yuzawa
- Shahrol Yuzy

## Z
- Adilson Zaccari
- Alessandro Zaccone
- Zaqhwan Zaidi
- Alessandro Zambotti
- Andrea Zambotti
- Benedetto Zambotti
- Jordan Zamora
- René Zanatta
- Nico van der Zanden
- Alo Zanetta
- Germano Zanetti
- Lorenzo Zanetti
- Kevin Zannoni
- Gianfranco Zanzi
- Vincenzo Zanzi
- Vittorio Zanzi
- Andrea Zappa
- Johann Zarco - Wereldkampioen Moto2 2015, 2016
- Pablo Zeballos
- Jürgen Zeddel
- Julien van Zeebroeck
- Wilco Zeelenberg
- Siegfried Zeh
- Mario Zehetner
- Manfred Zeller
- Robert Zeller
- Rudolf Zeller
- Walter Zeller
- Johann Zemsauer
- Sílvio César Zequim
- You Rao Zhou
- Werner Zielaff
- Giovanni Zigiotto
- Gianvittorio Ziglioli
- Siegfried Zillmann
- Amedeo Zini
- Luigi Zinzani
- Willem Zoet
- Gianpiero Zubani
- Alfred Zurbrügg
- Martin Zurbrügg
- Xabi Zurutuza
- Frank van Zutphen
- Herbert Zwickl
- Robert Zwidl